# Liga de Campeones de la AFC 2023-24
La Liga de Campeones de la AFC 2023-24 fue la 42.ª edición del torneo de fútbol a nivel del clubes más importante de Asia, organizado por la Confederación Asiática de Fútbol (AFC) y la 21.ª edición bajo el formato de Liga de Campeones de la AFC, ya que la competencia pasaría a llamarse Liga de Campeones Élite de la AFC a partir de la temporada 2024-25. El torneo comenzó con la fase preliminar que se realizó en agosto de 2023, la fase de grupos comenzó el 18 de septiembre de 2023 y culminó con las finales el 11 y 25 de mayo de 2024.
Esta temporada fue parte de un calendario de transición que permite que las competiciones de clubes de la AFC cambien de un calendario de primavera a otoño a un calendario de otoño a primavera.
El Al-Ain de Emiratos Árabes Unidos fue el campeón tras derrotar en la final al Yokohama F. Marinos de Japón, obteniendo así su segundo título a nivel continental, y también clasificando automáticamente a la Liga de Campeones Élite de la AFC 2024-25, entrando a la ronda de play-offs, la Copa Intercontinental de la FIFA 2024 y a la Copa Mundial de Clubes de la FIFA 2025.

## Asignación geográfica de equipos por asociación
El Comité de Competiciones de la AFC propuso una renovación de las competiciones de clubes de la AFC el 25 de enero de 2014, que fue ratificado por el Comité Ejecutivo de la AFC el 16 de abril de 2014, Las 46 asociaciones miembro (excluyendo a la asociación miembro Islas Marianas del Norte) se clasifican en función del rendimiento de los clubes en los últimos cuatro años en competiciones de la AFC, con la asignación de cupos para las ediciones 2022 y 2023 de las competiciones de clubes de la AFC determinados por el ranking del 2021 (Manual de Ingreso Artículo 2.2):
- Las Asociaciones miembro son divididas en dos zonas:
  - Zona Oeste (25 asociaciones): Oeste (WAFF) (12 asociaciones), Centro (CAFA) (6 asociaciones), Sur (SAFF) (7 asociaciones).
  - Zona Este (22 asociaciones): Sudeste (AFF) (12 asociaciones), Este (EAFF) (10 asociaciones).
- Cada zona tiene 4 grupos con 12 cupos directos y 4 provenientes de las fases clasificatorias.[4]
- Las primeras 12 asociaciones de cada zona según los rankings de la AFC son elegibles para ingresar a la Liga de Campeones de la AFC, siempre que cumplan con los criterios de la Liga de Campeones de la AFC.
- Las primeras 6 asociaciones poseen cupos directos y las otras 6 asociaciones solo cupos a las fases clasificatorias. Las primeras 6 asociaciones cada zona obtiene al menos un cupo directo en la fase de grupos, mientras que las asociaciones restantes solo obtienen cupos de play-off (así como cupos de la fase de grupos de la Copa AFC):
  - Las asociaciones miembro 1 y 2 del ranking de cada zona reciben 3 cupos a fase de grupos y 1 a play-off.
  - Las asociaciones miembro 3 y 4 del ranking de cada zona reciben 2 cupos a fase de grupos y 2 a play-off.
  - La asociación miembro 5 del ranking de cada zona recibe 1 cupo a fase de grupos y 2 a play-off.
  - La asociación miembro 6 del ranking de cada zona recibe 1 cupo a fase de grupos y 1 a play-off.
  - Las asociaciones miembros 7 a 10 de cada zona recibe 1 cupo a fase de grupos.
  - Las asociaciones miembros 11 y 12 del ranking de cada zona reciben 1 cupo a play-off.
- El número máximo de cupos para cada asociación es un tercio del total de equipos elegibles en la primera división.
- Si una asociación desiste de sus cupos directos, estos se redistribuyen a la asociación elegible más alta, con cada asociación limitada a un máximo de tres cupos directos.
- Si una asociación desiste de sus cupos en las fases clasificatorias, estos se anulan y no se redistribuyen a ninguna otra asociación.

Para la Liga de Campeones de la AFC 2023-24, las asociaciones tienen cupos asignados según el ranking de asociaciones publicado el 1 de diciembre de 2021, que tiene en cuenta su actuación en la Liga de Campeones de la AFC y la Copa AFC, así como en la Clasificación mundial de la FIFA de su equipo nacional, durante el período comprendido entre 2018 y 2021.
| Participación en la Liga de Campeones de la AFC 2023-24 | Participación en la Liga de Campeones de la AFC 2023-24 |
| ------------------------------------------------------- | ------------------------------------------------------- |
|                                                         | Participante                                            |
|                                                         | No participante                                         |

| Fase de grupos | Play-off |                        |         |    |    |
| Fase de grupos | Play-off | Región                 | AFC     |    |    |
| 1              | 1        | Arabia Saudita         | 100.000 | 3  | 1  |
| 2              | 4        | Irán                   | 77.792  | 3  | 1  |
| 3              | 5        | Catar                  | 75.131  | 2  | 2  |
| 4              | 6        | Uzbekistán             | 64.712  | 2  | 2  |
| 5              | 8        | Emiratos Árabes Unidos | 52.588  | 1  | 2  |
| 6              | 10       | Jordania               | 46.131  | 1  | 1  |
| 7              | 12       | Tayikistán             | 37.323  | 1  | 0  |
| 8              | 13       | Irak                   | 35.223  | 1  | 0  |
| 9              | 16       | Turkmenistán           | 27.871  | 1  | 0  |
| 10             | 17       | India                  | 25.290  | 1  | 0  |
| 11             | 18       | Líbano                 | 23.618  | 0  | 0  |
| 12             | 21       | Bangladés              | 19.452  | 0  | 1  |
| —              | 34       | Omán                   | 5.264   | 0  | 1  |
| Total          | Total    | Total                  | Total   | 16 |    |
| Total          | Total    | Total                  | Total   | 16 | 11 |
| Total          | Total    | Total                  | Total   | 27 |    |

| Fase de grupos | Play-off |                 |        |    |    |
| Fase de grupos | Play-off | Región          | AFC    |    |    |
| 1              | 2        | Corea del Sur   | 95.462 | 3  | 1  |
| 2              | 3        | Japón           | 93.412 | 3  | 1  |
| 3              | 7        | China           | 59.948 | 2  | 2  |
| 4              | 9        | Tailandia       | 51.920 | 2  | 2  |
| 5              | 11       | Hong Kong       | 40.925 | 1  | 2  |
| 6              | 14       | Vietnam         | 34.937 | 1  | 1  |
| 7              | 15       | Corea del Norte | 32.286 | 0  | 0  |
| 8              | 19       | Filipinas       | 23.080 | 1  | 0  |
| 9              | 20       | Malasia         | 21.087 | 1  | 0  |
| 10             | 23       | Australia       | 17.277 | 1  | 0  |
| 11             | 24       | Singapur        | 17.016 | 1  | 0  |
| 12             | 26       | Indonesia       | 15.960 | 0  | 1  |
| Total          | Total    | Total           | Total  | 16 |    |
| Total          | Total    | Total           | Total  | 16 | 10 |
| Total          | Total    | Total           | Total  | 26 |    |

## Equipos participantes
En la siguiente tabla, el número de torneos disputados (T. D.) y última aparición (U. A.), cuentan solo aquellas participaciones desde la temporada 2002-03 (incluyendo rondas de clasificación), cuando la competencia inicio el formato de Liga de Campeones de la AFC.
| Club              | Método de clasificación                          | T. D. (U. A.) |
| ----------------- | ------------------------------------------------ | ------------- |
| Al-Ittihad        | Campeón de la Liga Profesional Saudí 2022-23     | 12 (2019)     |
| Al-Hilal Saudí    | Campeón de la Liga Profesional Saudí 2021-22     | 19 (2022)     |
| Al-Fayha          | Campeón de la Copa del Rey de Campeones 2021-22  | 1             |
| Persépolis        | Campeón de la Iran Pro League 2022-23            | 11 (2021)     |
| Sepahan           | Subcampeón de la Iran Pro League 2022-23         | 14 (2022)     |
| Nassaji           | Campeón de la Copa Hazfi 2021-22                 | 1             |
| Al-Sadd           | Campeón de la Stars League de Catar 2021-22      | 18 (2022)     |
| Al-Duhail         | Campeón de la Stars League de Catar 2022-23      | 12 (2022)     |
| Pajtakor Tashkent | Campeón de la Super Liga de Uzbekistán 2022      | 19 (2022)     |
| Nasaf             | Campeón de la Copa de Uzbekistán 2022            | 8 (2022)      |
| Al-Ain            | Campeón de la Liga Árabe del Golfo 2021-22       | 13 (2021)     |
| Al-Faisaly        | Campeón de la Liga Premier de Jordania 2022      | 4 (2020)      |
| Istiklol          | Campeón de la Liga de Fútbol de Tayikistán 2022  | 5 (2022)      |
| Al-Quwa Al-Jawiya | Subcampeón de la Liga Premier de Irak 2022-23    | 7 (2022)      |
| Ahal              | Campeón de la Liga Superior de Turkmenistán 2022 | 2 (2022)      |
| Mumbai City       | Ganador del play-off clasificatorio 1 2022-23    | 2 (2022)      |

| Club              | Método de clasificación                           | T. D. (U. A.) |
| ----------------- | ------------------------------------------------- | ------------- |
| Al-Nassr          | Subcampeón de la Liga Profesional Saudí 2022-23   | 7 (2021)      |
| Tractor Sazi      | Cuarto lugar de la Iran Pro League 2022-23        | 7 (2021)      |
| Al-Arabi          | Campeón de la Copa del Emir 2023                  | 2 (2012)      |
| Al-Wakrah         | Tercer lugar de la Stars League de Catar 2021-22  | 1             |
| Navbahor          | Subcampeón de la Super Liga de Uzbekistán 2022    | 1             |
| AGMK              | Cuarto lugar de la Super Liga de Uzbekistán 2022  | 3 (2021)      |
| Sarja             | Campeón de la Copa Presidente de E. A. U. 2021-22 | 6 (2022)      |
| Shabab Al-Ahli    | Campeón de la Liga Árabe del Golfo 2022-23        | 11 (2022)     |
| Al-Wehdat         | Campeón de la Copa de Jordania 2022               | 8 (2022)      |
| Bashundhara Kings | Campeón de la Liga Premier de Bangladés 2021-22   | 1             |
| Al-Seeb           | Campeón de la Copa AFC 2022                       | 1             |

| Club                   | Método de clasificación                                                           | T. D. (U. A.) |
| ---------------------- | --------------------------------------------------------------------------------- | ------------- |
| Ulsan Hyundai          | Campeón de la K League 1 2022                                                     | 11 (2022)     |
| Jeonbuk Hyundai Motors | Campeón de la Copa de Corea del Sur 2022                                          | 16 (2022)     |
| Pohang Steelers        | Tercer lugar de la K League 1 2022                                                | 9 (2021)      |
| Yokohama F. Marinos    | Campeón de la J1 League 2022                                                      | 6 (2022)      |
| Ventforet Kofu         | Campeón de la Copa del Emperador 2022                                             | 1             |
| Kawasaki Frontale      | Subcampeón de la J1 League 2022                                                   | 10 (2022)     |
| Wuhan Three Towns      | Campeón de la Superliga de China 2022                                             | 1             |
| Shandong Taishan       | Campeón de la Copa FA de China 2022                                               | 11 (2022)     |
| Buriram United         | Campeón de la Liga de Tailandia 2021-22                                           | 11 (2022)     |
| Bangkok United         | Subcampeón de la Liga de Tailandia 2022-23                                        | 4 (2019)      |
| Kitchee                | Campeón de la Liga Premier de Hong Kong 2022-23                                   | 8 (2022)      |
| Hanoi T&T              | Campeón de la V. League 1 2022                                                    | 6 (2019)      |
| Kaya-Iloilo            | Campeón de la Philippines Football League 2022-23                                 | 3 (2022)      |
| Johor Darul Takzim     | Campeón de la Superliga de Malasia 2022                                           | 9 (2022)      |
| Melbourne City         | Mejor ubicado de la tabla acumulada de las temporadas regulares 2021-22 y 2022-23 | 2 (2022)      |
| Lion City Sailors      | Subcampeón de la Liga Premier de Singapur 2022                                    | 4 (2022)      |

| Club               | Método de clasificación                              | T. D. (U. A.) |
| ------------------ | ---------------------------------------------------- | ------------- |
| Incheon United     | Cuarto lugar de la K League 1 2022                   | 1             |
| Urawa Red Diamonds | Campeón de la Liga de Campeones de la AFC 2022       | 9 (2022)      |
| Zhejiang           | Tercer lugar de la Superliga de China 2022           | 2 (2011)      |
| Shanghái Port      | Cuarto lugar de la Superliga de China 2022           | 7 (2021)      |
| BG Pathum United   | Subcampeón de la Liga de Tailandia 2021-22           | 4 (2022)      |
| Port               | Tercer puesto de la Liga de Tailandia 2022-23        | 4 (2022)      |
| Lee Man            | Subcampeón de la Liga Premier de Hong Kong 2022-23   | 1             |
| Hong Kong Rangers  | Tercer lugar de la Liga Premier de Hong Kong 2022-23 | 1             |
| Hải Phòng          | Subcampeón de la V. League 1 2022                    | 1             |
| Bali United        | Ganador del play-off clasificatorio 2022-23          | 3 (2020)      |

## Calendario
El calendario de la competición es el siguiente.
| Fase         | Ronda            | Sorteo                  | Ida                                                              | Vuelta                                                           |
| ------------ | ---------------- | ----------------------- | ---------------------------------------------------------------- | ---------------------------------------------------------------- |
| Preliminar   | Preliminar       | —                       | 15–16 de agosto de 2023                                          | 15–16 de agosto de 2023                                          |
| Play-off     | Play-off         | —                       | 22 de agosto de 2023                                             | 22 de agosto de 2023                                             |
| Grupos       | Jornada 1        | 24 de agosto de 2023    | 18–19 de septiembre de 2023 (O), 19–20 de septiembre de 2023 (E) | 18–19 de septiembre de 2023 (O), 19–20 de septiembre de 2023 (E) |
| Grupos       | Jornada 2        | 24 de agosto de 2023    | 2–3 de octubre de 2023 (O), 3–4 de octubre de 2023 (E)           | 2–3 de octubre de 2023 (O), 3–4 de octubre de 2023 (E)           |
| Grupos       | Jornada 3        | 24 de agosto de 2023    | 23–24 de octubre de 2023 (O), 24–25 de octubre de 2023 (E)       | 23–24 de octubre de 2023 (O), 24–25 de octubre de 2023 (E)       |
| Grupos       | Jornada 4        | 24 de agosto de 2023    | 6–7 de noviembre de 2023 (O), 7–8 de noviembre de 2023 (E)       | 6–7 de noviembre de 2023 (O), 7–8 de noviembre de 2023 (E)       |
| Grupos       | Jornada 5        | 24 de agosto de 2023    | 27–28 de noviembre de 2023 (O), 28–29 de noviembre de 2023 (E)   | 27–28 de noviembre de 2023 (O), 28–29 de noviembre de 2023 (E)   |
| Grupos       | Jornada 6        | 24 de agosto de 2023    | 11–12 de diciembre de 2023 (O), 12–13 de diciembre de 2023 (E)   | 11–12 de diciembre de 2023 (O), 12–13 de diciembre de 2023 (E)   |
| Eliminatoria | Octavos de final | 28 de diciembre de 2023 | 12–13 de febrero de 2024 (O), 13–14 de febrero de 2024 (E)       | 19–20 de febrero de 2024 (O), 20–21 de febrero de 2024 (E)       |
| Eliminatoria | Cuartos de final | 28 de diciembre de 2023 | 4–5 de marzo de 2024 (O), 5–6 de marzo de 2024 (E)               | 11–12 de marzo de 2024 (O), 12–13 de marzo de 2024 (E)           |
| Eliminatoria | Semifinales      | 28 de diciembre de 2023 | 16 de abril de 2024 (O), 17 de abril de 2024 (E)                 | 23 de abril de 2024 (O), 24 de abril de 2024 (E)                 |
| Eliminatoria | Final            | 28 de diciembre de 2023 | 11 de mayo de 2024                                               | 25 de mayo de 2024                                               |

## Sorteo
El sorteo de la Fase de grupos se celebró el 24 de agosto de 2023 a las 16:00 MYT (UTC+8), en la sede de la AFC en Kuala Lumpur, Malasia. Los 40 equipos se dividieron en diez grupos de cuatro: cinco grupos cada uno en la Zona Oeste (Grupos A-E) y la Zona Este (Grupos F-J). Los equipos de una misma asociación no se podían incluir en el mismo grupo. Los equipos se asignaron en bombos y se colocaron en las posiciones relevantes dentro de cada grupo en consideración al equilibrio técnico entre los mismos. CV: Campeón vigente.
| Bombo   | Bombo 1                                                                  | Bombo 2                                            | Bombo 3                                                          | Bombo 4                                       |
| ------- | ------------------------------------------------------------------------ | -------------------------------------------------- | ---------------------------------------------------------------- | --------------------------------------------- |
| Equipos | - Al-Ittihad - Persépolis - Al-Sadd - Pajtakor Tashkent - Al-Hilal Saudí | - Sepahan - Al-Duhail - Nasaf - Al-Fayha - Nassaji | - Al-Faisaly - Istiklol - Al-Quwa Al-Jawiya - Ahal - Mumbai City | - Al-Ain - Al-Nassr - Sarja - AGMK - Navbahor |

| Bombo   | Bombo 1                                                                                             | Bombo 2                                                                                    | Bombo 3                                                                             | Bombo 4                                                                         |
| ------- | --------------------------------------------------------------------------------------------------- | ------------------------------------------------------------------------------------------ | ----------------------------------------------------------------------------------- | ------------------------------------------------------------------------------- |
| Equipos | - Ulsan Hyundai - Yokohama F. Marinos - Wuhan Three Towns - Buriram United - Jeonbuk Hyundai Motors | - Ventforet Kofu - Shandong Taishan - Bangkok United - Pohang Steelers - Kawasaki Frontale | - Hanoi T&T - Kaya-Iloilo - Johor Darul Takzim - Melbourne City - Lion City Sailors | - Kitchee - Incheon United - Urawa Red DiamondsCV - Zhejiang - BG Pathum United |

## Fase clasificatoria
En la Fase clasificatoria, cada eliminatoria se jugó como un partido único. Prórroga y tanda de penaltis se utilizaron para decidir el ganador si era necesario.
El cuadro de la Fase clasificatoria para cada región se determinó en función de la clasificación de la asociación de cada equipo, con el equipo de la asociación de mayor clasificación como anfitrión del partido. Los equipos de la misma asociación no se podían colocar en la misma eliminatoria. Los ganadores de la Ronda de play-off (cuatro de la Región Oeste y cuatro en la Región Este) avanzaron a la Fase de grupos para completar a los 32 participantes directos.

### Ronda preliminar
- Un total de 10 clubes ingresaron a la Ronda preliminar.
- Partidos el 15 y 16 de agosto de 2023.
| Equipo 1       | Resultado | Equipo 2          |
| -------------- | --------- | ----------------- |
| Shabab Al-Ahli | 3–0       | Al-Wehdat         |
| Sarja          | 2–0       | Bashundhara Kings |
| AGMK           | 1–0       | Al-Seeb           |

| Equipo 1          | Resultado   | Equipo 2    |
| ----------------- | ----------- | ----------- |
| Hong Kong Rangers | 1–4 (t. s.) | Hải Phòng   |
| Lee Man           | 5–1         | Bali United |

### Ronda de play-off
- Un total de 16 equipos jugaron en la Ronda de play-off: 11 equipos entraron en esta ronda.
- Partidos el 22 de agosto de 2023.
| Equipo 1     | Resultado   | Equipo 2       |
| ------------ | ----------- | -------------- |
| Al-Nassr     | 4–2         | Shabab Al-Ahli |
| Tractor Sazi | 1–3         | Sarja          |
| Al-Arabi     | 0–1         | AGMK           |
| Al-Wakrah    | 0–1 (t. s.) | Navbahor       |

| Equipo 1           | Resultado   | Equipo 2         |
| ------------------ | ----------- | ---------------- |
| Incheon United     | 3–1 (t. s.) | Hải Phòng        |
| Urawa Red Diamonds | 3–0         | Lee Man          |
| Zhejiang           | 1–0         | Port             |
| Shanghái Port      | 2–3         | BG Pathum United |

## Fase de grupos
Los 40 equipos se dividieron en diez grupos de cuatro: cinco grupos cada uno en la Zona Oeste (Grupos A-E) y la Zona Este (Grupos F-J).
Criterios de desempate
Los equipos se clasificaron por puntos (3 puntos por una victoria, un punto por un empate, 0 puntos por una derrota). En caso de empate a puntos, los desempates se aplicaron en el siguiente orden (Artículo 8.3 del reglamento):
1. Puntos en partidos cara a cara entre equipos empatados;
2. Diferencia de goles en partidos cara a cara entre equipos empatados;
3. Goles anotados en partidos cara a cara entre equipos empatados;
4. Goles de visitante anotados en partidos cara a cara entre equipos empatados;
5. Si más de dos equipos estaban empatados, y después de aplicar todos los criterios de cara a cara anteriores, si un subconjunto de equipos todavía estaba empatado, todos los criterios de cara a cara anteriores se volvían a aplicar exclusivamente a este subconjunto de equipos;
6. Diferencia de goles en todos los partidos de grupo;
7. Goles anotados en todos los partidos del grupo;
8. Tanda de penaltis si solamente dos equipos que se enfrentaban en la última fecha del grupo estaban empatados;
9. Puntos disciplinarios (tarjeta amarilla = 1 punto, tarjeta roja como resultado de dos tarjetas amarillas = 3 puntos, tarjeta roja directa = 3 puntos, tarjeta amarilla seguida de tarjeta roja directa = 4 puntos);
10. Ranking AFC de la asociación.

### Grupo A
| Pos. | Equipo            | Pts. | PJ | G | E | P | GF | GC | Dif. | Clasificación    |     | AIN | FAY | PKH | AHA |
| ---- | ----------------- | ---- | -- | - | - | - | -- | -- | ---- | ---------------- | --- | --- | --- | --- | --- |
| 1    | Al-Ain            | 15   | 6  | 5 | 0 | 1 | 17 | 9  | +8   | Octavos de final |     | —   | 4–1 | 1–3 | 4–2 |
| 2    | Al-Fayha          | 9    | 6  | 3 | 0 | 3 | 12 | 10 | +2   | Octavos de final |     | 2–3 | —   | 2–0 | 3–1 |
| 3    | Pajtakor Tashkent | 7    | 6  | 2 | 1 | 3 | 8  | 11 | −3   |                  |     | 0–3 | 1–4 | —   | 3–0 |
| 4    | Ahal              | 4    | 6  | 1 | 1 | 4 | 6  | 13 | −7   |                  | 1–2 | 1–0 | 1–1 | —   |     |

 Fuente: AFC
| \| Fecha \| Estadio (ciudad) \| Local \| Resultado \| Visitante \| \| ------------------------ \| --------------------------------------- \| ----------------- \| --------- \| ----------------- \| \| 19 de septiembre de 2023 \| Estadio Bunyodkor (Taskent) \| Pajtakor Tashkent \| 0 – 3 \| Al-Ain \| \| 19 de septiembre de 2023 \| Estadio Ashgabat (Asjabad) \| Ahal \| 1 – 0 \| Al-Fayha \| \| 3 de octubre de 2023 \| Estadio Hazza bin Zayed (Al Ain) \| Al-Ain \| 4 – 2 \| Ahal \| \| 3 de octubre de 2023 \| Estadio Príncipe Faisal bin Fahd (Riad) \| Al-Fayha \| 2 – 0 \| Pajtakor Tashkent \| \| 24 de octubre de 2023 \| Estadio Hazza bin Zayed (Al Ain) \| Al-Ain \| 4 – 1 \| Al-Fayha \| \| 24 de octubre de 2023 \| Estadio Bunyodkor (Taskent) \| Pajtakor Tashkent \| 3 – 0 \| Ahal \| \| 7 de noviembre de 2023 \| Estadio Príncipe Faisal bin Fahd (Riad) \| Al-Fayha \| 2 – 3 \| Al-Ain \| \| 7 de noviembre de 2023 \| Estadio Ashgabat (Asjabad) \| Ahal \| 1 – 1 \| Pajtakor Tashkent \| \| 28 de noviembre de 2023 \| Estadio Hazza bin Zayed (Al Ain) \| Al-Ain \| 1 – 3 \| Pajtakor Tashkent \| \| 28 de noviembre de 2023 \| Estadio Príncipe Faisal bin Fahd (Riad) \| Al-Fayha \| 3 – 1 \| Ahal \| \| 5 de diciembre de 2023 \| Estadio Bunyodkor (Taskent) \| Pajtakor Tashkent \| 1 – 4 \| Al-Fayha \| \| 5 de diciembre de 2023 \| Estadio Ashgabat (Asjabad) \| Ahal \| 1 – 2 \| Al-Ain \| |                                         |                   |           |                   |
| Fecha | Estadio (ciudad)                        | Local             | Resultado | Visitante         |
| 19 de septiembre de 2023 | Estadio Bunyodkor (Taskent)             | Pajtakor Tashkent | 0 – 3     | Al-Ain            |
| 19 de septiembre de 2023 | Estadio Ashgabat (Asjabad)              | Ahal              | 1 – 0     | Al-Fayha          |
| 3 de octubre de 2023 | Estadio Hazza bin Zayed (Al Ain)        | Al-Ain            | 4 – 2     | Ahal              |
| 3 de octubre de 2023 | Estadio Príncipe Faisal bin Fahd (Riad) | Al-Fayha          | 2 – 0     | Pajtakor Tashkent |
| 24 de octubre de 2023 | Estadio Hazza bin Zayed (Al Ain)        | Al-Ain            | 4 – 1     | Al-Fayha          |
| 24 de octubre de 2023 | Estadio Bunyodkor (Taskent)             | Pajtakor Tashkent | 3 – 0     | Ahal              |
| 7 de noviembre de 2023 | Estadio Príncipe Faisal bin Fahd (Riad) | Al-Fayha          | 2 – 3     | Al-Ain            |
| 7 de noviembre de 2023 | Estadio Ashgabat (Asjabad)              | Ahal              | 1 – 1     | Pajtakor Tashkent |
| 28 de noviembre de 2023 | Estadio Hazza bin Zayed (Al Ain)        | Al-Ain            | 1 – 3     | Pajtakor Tashkent |
| 28 de noviembre de 2023 | Estadio Príncipe Faisal bin Fahd (Riad) | Al-Fayha          | 3 – 1     | Ahal              |
| 5 de diciembre de 2023 | Estadio Bunyodkor (Taskent)             | Pajtakor Tashkent | 1 – 4     | Al-Fayha          |
| 5 de diciembre de 2023 | Estadio Ashgabat (Asjabad)              | Ahal              | 1 – 2     | Al-Ain            |

### Grupo B
| Pos. | Equipo     | Pts. | PJ | G | E | P | GF | GC | Dif. | Clasificación    |     | NAS | SAD | SAR | FAI |
| ---- | ---------- | ---- | -- | - | - | - | -- | -- | ---- | ---------------- | --- | --- | --- | --- | --- |
| 1    | Nasaf      | 11   | 6  | 3 | 2 | 1 | 10 | 6  | +4   | Octavos de final |     | —   | 3–1 | 1–1 | 3–1 |
| 2    | Al-Sadd    | 8    | 6  | 2 | 2 | 2 | 11 | 7  | +4   |                  |     | 2–2 | —   | 0–0 | 6–0 |
| 3    | Sarja      | 8    | 6  | 2 | 2 | 2 | 4  | 5  | −1   |                  | 1–0 | 0–2 | —   | 1–0 |     |
| 4    | Al-Faisaly | 6    | 6  | 2 | 0 | 4 | 5  | 12 | −7   |                  | 0–1 | 2–0 | 2–1 | —   |     |

 Fuente: AFC
Notas:
1. 1 2  Puntos en partidos directos: Al-Sadd 4, Sarja 1.

| \| Fecha \| Estadio (Ciudad) \| Local \| Resultado \| Visitante \| \| ------------------------ \| -------------------------------- \| ---------- \| --------- \| ---------- \| \| 18 de septiembre de 2023 \| Estadio Internacional (Amán) \| Al-Faisaly \| 0 – 1 \| Nasaf \| \| 18 de septiembre de 2023 \| Estadio Jassim bin Hamad (Rayán) \| Al-Sadd \| 0 – 0 \| Sarja \| \| 2 de octubre de 2023 \| Estadio Sharjah (Sharjah) \| Sarja \| 1 – 0 \| Al-Faisaly \| \| 2 de octubre de 2023 \| Estadio Markaziy (Qarshi) \| Nasaf \| 3 – 1 \| Al-Sadd \| \| 23 de octubre de 2023 \| Estadio Sharjah (Sharjah) \| Sarja \| 1 – 0 \| Nasaf \| \| 23 de octubre de 2023 \| Estadio Jassim bin Hamad (Rayán) \| Al-Sadd \| 6 – 0 \| Al-Faisaly \| \| 6 de noviembre de 2023 \| Estadio Markaziy (Qarshi) \| Nasaf \| 1 – 1 \| Sarja \| \| 6 de noviembre de 2023 \| Estadio Internacional (Amán) \| Al-Faisaly \| 2 – 0 \| Al-Sadd \| \| 27 de noviembre de 2023 \| Estadio Sharjah (Sharjah) \| Sarja \| 0 – 2 \| Al-Sadd \| \| 27 de noviembre de 2023 \| Estadio Markaziy (Qarshi) \| Nasaf \| 3 – 1 \| Al-Faisaly \| \| 4 de diciembre de 2023 \| Estadio Jassim bin Hamad (Rayán) \| Al-Sadd \| 2 – 2 \| Nasaf \| \| 4 de diciembre de 2023 \| Estadio Internacional (Amán) \| Al-Faisaly \| 2 – 1 \| Sarja \| |                                  |            |           |            |
| Fecha | Estadio (Ciudad)                 | Local      | Resultado | Visitante  |
| 18 de septiembre de 2023 | Estadio Internacional (Amán)     | Al-Faisaly | 0 – 1     | Nasaf      |
| 18 de septiembre de 2023 | Estadio Jassim bin Hamad (Rayán) | Al-Sadd    | 0 – 0     | Sarja      |
| 2 de octubre de 2023 | Estadio Sharjah (Sharjah)        | Sarja      | 1 – 0     | Al-Faisaly |
| 2 de octubre de 2023 | Estadio Markaziy (Qarshi)        | Nasaf      | 3 – 1     | Al-Sadd    |
| 23 de octubre de 2023 | Estadio Sharjah (Sharjah)        | Sarja      | 1 – 0     | Nasaf      |
| 23 de octubre de 2023 | Estadio Jassim bin Hamad (Rayán) | Al-Sadd    | 6 – 0     | Al-Faisaly |
| 6 de noviembre de 2023 | Estadio Markaziy (Qarshi)        | Nasaf      | 1 – 1     | Sarja      |
| 6 de noviembre de 2023 | Estadio Internacional (Amán)     | Al-Faisaly | 2 – 0     | Al-Sadd    |
| 27 de noviembre de 2023 | Estadio Sharjah (Sharjah)        | Sarja      | 0 – 2     | Al-Sadd    |
| 27 de noviembre de 2023 | Estadio Markaziy (Qarshi)        | Nasaf      | 3 – 1     | Al-Faisaly |
| 4 de diciembre de 2023 | Estadio Jassim bin Hamad (Rayán) | Al-Sadd    | 2 – 2     | Nasaf      |
| 4 de diciembre de 2023 | Estadio Internacional (Amán)     | Al-Faisaly | 2 – 1     | Sarja      |

### Grupo C
| Pos. | Equipo            | Pts. | PJ | G | E | P | GF | GC | Dif. | Clasificación    |     | ITT | SEP | QJW | AGM |
| ---- | ----------------- | ---- | -- | - | - | - | -- | -- | ---- | ---------------- | --- | --- | --- | --- | --- |
| 1    | Al-Ittihad        | 15   | 6  | 5 | 0 | 1 | 11 | 4  | +7   | Octavos de final |     | —   | 2–1 | 1–0 | 3–0 |
| 2    | Sepahan           | 10   | 6  | 3 | 1 | 2 | 16 | 8  | +8   | Octavos de final |     | 0–3 | —   | 1–0 | 9–0 |
| 3    | Al-Quwa Al-Jawiya | 10   | 6  | 3 | 1 | 2 | 9  | 7  | +2   |                  |     | 2–0 | 2–2 | —   | 3–2 |
| 4    | AGMK              | 0    | 6  | 0 | 0 | 6 | 5  | 22 | −17  |                  | 1–2 | 1–3 | 1–2 | —   |     |

 Fuente: AFC
Notas:
1. 1 2  Puntos en partidos directos: Sepahan 4, Al-Quwa Al-Jawiya 1.

| \| Fecha \| Estadio (Ciudad) \| Local \| Resultado \| Visitante \| \| ------------------------ \| -------------------------------- \| ----------------- \| --------- \| ----------------- \| \| 18 de septiembre de 2023 \| King Abdullah Sports City (Yeda) \| Al-Ittihad \| 3 – 0 \| AGMK \| \| 18 de septiembre de 2023 \| Estadio Franso Hariri (Erbil) \| Al-Quwa Al-Jawiya \| 2 – 2 \| Sepahan \| \| 2 de octubre de 2023 \| OKMK Sports Complex (Olmaliq) \| AGMK \| 1 – 2 \| Al-Quwa Al-Jawiya \| \| Cancelado[11][12] \| Estadio Naghsh-e-Jahan (Isfahán) \| Sepahan \| 0 – 3 \| Al-Ittihad \| \| 23 de octubre de 2023 \| OKMK Sports Complex (Olmaliq) \| AGMK \| 1 – 3 \| Sepahan \| \| 23 de octubre de 2023 \| King Abdullah Sports City (Yeda) \| Al-Ittihad \| 1 – 0 \| Al-Quwa Al-Jawiya \| \| 6 de noviembre de 2023 \| Estadio Naghsh-e-Jahan (Isfahán) \| Sepahan \| 9 – 0 \| AGMK \| \| 6 de noviembre de 2023 \| Estadio Franso Hariri (Erbil) \| Al-Quwa Al-Jawiya \| 2 – 0 \| Al-Ittihad \| \| 27 de noviembre de 2023 \| OKMK Sports Complex (Olmaliq) \| AGMK \| 1 – 2 \| Al-Ittihad \| \| 27 de noviembre de 2023 \| Estadio Naghsh-e-Jahan (Isfahán) \| Sepahan \| 1 – 0 \| Al-Quwa Al-Jawiya \| \| 4 de diciembre de 2023 \| King Abdullah Sports City (Yeda) \| Al-Ittihad \| 2 – 1 \| Sepahan \| \| 4 de diciembre de 2023 \| Estadio Franso Hariri (Erbil) \| Al-Quwa Al-Jawiya \| 3 – 2 \| AGMK \| |                                  |                   |           |                   |
| Fecha | Estadio (Ciudad)                 | Local             | Resultado | Visitante         |
| 18 de septiembre de 2023 | King Abdullah Sports City (Yeda) | Al-Ittihad        | 3 – 0     | AGMK              |
| 18 de septiembre de 2023 | Estadio Franso Hariri (Erbil)    | Al-Quwa Al-Jawiya | 2 – 2     | Sepahan           |
| 2 de octubre de 2023 | OKMK Sports Complex (Olmaliq)    | AGMK              | 1 – 2     | Al-Quwa Al-Jawiya |
| Cancelado | Estadio Naghsh-e-Jahan (Isfahán) | Sepahan           | 0 – 3     | Al-Ittihad        |
| 23 de octubre de 2023 | OKMK Sports Complex (Olmaliq)    | AGMK              | 1 – 3     | Sepahan           |
| 23 de octubre de 2023 | King Abdullah Sports City (Yeda) | Al-Ittihad        | 1 – 0     | Al-Quwa Al-Jawiya |
| 6 de noviembre de 2023 | Estadio Naghsh-e-Jahan (Isfahán) | Sepahan           | 9 – 0     | AGMK              |
| 6 de noviembre de 2023 | Estadio Franso Hariri (Erbil)    | Al-Quwa Al-Jawiya | 2 – 0     | Al-Ittihad        |
| 27 de noviembre de 2023 | OKMK Sports Complex (Olmaliq)    | AGMK              | 1 – 2     | Al-Ittihad        |
| 27 de noviembre de 2023 | Estadio Naghsh-e-Jahan (Isfahán) | Sepahan           | 1 – 0     | Al-Quwa Al-Jawiya |
| 4 de diciembre de 2023 | King Abdullah Sports City (Yeda) | Al-Ittihad        | 2 – 1     | Sepahan           |
| 4 de diciembre de 2023 | Estadio Franso Hariri (Erbil)    | Al-Quwa Al-Jawiya | 3 – 2     | AGMK              |

### Grupo D
| Pos. | Equipo         | Pts. | PJ | G | E | P | GF | GC | Dif. | Clasificación    |     | HIL | NAV | NSS | MUM |
| ---- | -------------- | ---- | -- | - | - | - | -- | -- | ---- | ---------------- | --- | --- | --- | --- | --- |
| 1    | Al-Hilal Saudí | 16   | 6  | 5 | 1 | 0 | 16 | 2  | +14  | Octavos de final |     | —   | 1–1 | 2–1 | 6–0 |
| 2    | Navbahor       | 13   | 6  | 4 | 1 | 1 | 11 | 6  | +5   | Octavos de final |     | 0–2 | —   | 2–1 | 3–0 |
| 3    | Nassaji        | 6    | 6  | 2 | 0 | 4 | 7  | 10 | −3   |                  |     | 0–3 | 1–3 | —   | 2–0 |
| 4    | Mumbai City    | 0    | 6  | 0 | 0 | 6 | 1  | 17 | −16  |                  | 0–2 | 1–2 | 0–2 | —   |     |

 Fuente: AFC
| \| Fecha \| Estadio (Ciudad) \| Local \| Resultado \| Visitante \| \| ------------------------ \| ------------------------------------------------ \| -------------- \| --------- \| -------------- \| \| 18 de septiembre de 2023 \| Complejo Deportivo Shree Shiv Chhatrapati (Pune) \| Mumbai City \| 0 – 2 \| Nassaji \| \| 18 de septiembre de 2023 \| Estadio Príncipe Faisal bin Fahd (Riad) \| Al-Hilal Saudí \| 1 – 1 \| Navbahor \| \| 3 de octubre de 2023 \| Estadio Markasiy (Namangán) \| Navbahor \| 3 – 0 \| Mumbai City \| \| 3 de octubre de 2023 \| Estadio Azadi (Teherán) \| Nassaji \| 0 – 3 \| Al-Hilal Saudí \| \| 23 de octubre de 2023 \| Estadio Markasiy (Namangán) \| Navbahor \| 2 – 1 \| Nassaji \| \| 23 de octubre de 2023 \| Estadio Príncipe Faisal bin Fahd (Riad) \| Al-Hilal Saudí \| 6 – 0 \| Mumbai City \| \| 6 de noviembre de 2023 \| Estadio Azadi (Teherán) \| Nassaji \| 1 – 3 \| Navbahor \| \| 6 de noviembre de 2023 \| Complejo Deportivo Shree Shiv Chhatrapati (Pune) \| Mumbai City \| 0 – 2 \| Al-Hilal Saudí \| \| 28 de noviembre de 2023 \| Estadio Markasiy (Namangán) \| Navbahor \| 0 – 2 \| Al-Hilal Saudí \| \| 28 de noviembre de 2023 \| Estadio Azadi (Teherán) \| Nassaji \| 2 – 0 \| Mumbai City \| \| 4 de diciembre de 2023 \| Estadio Príncipe Faisal bin Fahd (Riad) \| Al-Hilal Saudí \| 2 – 1 \| Nassaji \| \| 4 de diciembre de 2023 \| Complejo Deportivo Shree Shiv Chhatrapati (Pune) \| Mumbai City \| 1 – 2 \| Navbahor \| |                                                  |                |           |                |
| Fecha | Estadio (Ciudad)                                 | Local          | Resultado | Visitante      |
| 18 de septiembre de 2023 | Complejo Deportivo Shree Shiv Chhatrapati (Pune) | Mumbai City    | 0 – 2     | Nassaji        |
| 18 de septiembre de 2023 | Estadio Príncipe Faisal bin Fahd (Riad)          | Al-Hilal Saudí | 1 – 1     | Navbahor       |
| 3 de octubre de 2023 | Estadio Markasiy (Namangán)                      | Navbahor       | 3 – 0     | Mumbai City    |
| 3 de octubre de 2023 | Estadio Azadi (Teherán)                          | Nassaji        | 0 – 3     | Al-Hilal Saudí |
| 23 de octubre de 2023 | Estadio Markasiy (Namangán)                      | Navbahor       | 2 – 1     | Nassaji        |
| 23 de octubre de 2023 | Estadio Príncipe Faisal bin Fahd (Riad)          | Al-Hilal Saudí | 6 – 0     | Mumbai City    |
| 6 de noviembre de 2023 | Estadio Azadi (Teherán)                          | Nassaji        | 1 – 3     | Navbahor       |
| 6 de noviembre de 2023 | Complejo Deportivo Shree Shiv Chhatrapati (Pune) | Mumbai City    | 0 – 2     | Al-Hilal Saudí |
| 28 de noviembre de 2023 | Estadio Markasiy (Namangán)                      | Navbahor       | 0 – 2     | Al-Hilal Saudí |
| 28 de noviembre de 2023 | Estadio Azadi (Teherán)                          | Nassaji        | 2 – 0     | Mumbai City    |
| 4 de diciembre de 2023 | Estadio Príncipe Faisal bin Fahd (Riad)          | Al-Hilal Saudí | 2 – 1     | Nassaji        |
| 4 de diciembre de 2023 | Complejo Deportivo Shree Shiv Chhatrapati (Pune) | Mumbai City    | 1 – 2     | Navbahor       |

### Grupo E
| Pos. | Equipo     | Pts. | PJ | G | E | P | GF | GC | Dif. | Clasificación    |     | NSR | PER | DUH | IST |
| ---- | ---------- | ---- | -- | - | - | - | -- | -- | ---- | ---------------- | --- | --- | --- | --- | --- |
| 1    | Al-Nassr   | 14   | 6  | 4 | 2 | 0 | 13 | 7  | +6   | Octavos de final |     | —   | 0–0 | 4–3 | 3–1 |
| 2    | Persépolis | 8    | 6  | 2 | 2 | 2 | 5  | 5  | 0    |                  |     | 0–2 | —   | 1–2 | 2–0 |
| 3    | Al-Duhail  | 7    | 6  | 2 | 1 | 3 | 9  | 9  | 0    |                  | 2–3 | 0–1 | —   | 2–0 |     |
| 4    | Istiklol   | 3    | 6  | 0 | 3 | 3 | 3  | 9  | −6   |                  | 1–1 | 1–1 | 0–0 | —   |     |

 Fuente: AFC
| \| Fecha \| Estadio (Ciudad) \| Local \| Resultado \| Visitante \| \| ------------------------ \| ------------------------------------- \| ---------- \| --------- \| ---------- \| \| 19 de septiembre de 2023 \| Estadio Central Republicano (Dusambé) \| Istiklol \| 0 – 0 \| Al-Duhail \| \| 19 de septiembre de 2023 \| Estadio Azadi (Teherán) \| Persépolis \| 0 – 2 \| Al-Nassr \| \| 2 de octubre de 2023 \| Al Awwal Park (Riad) \| Al-Nassr \| 3 – 1 \| Istiklol \| \| 2 de octubre de 2023 \| Estadio Abdullah bin Khalifa (Doha) \| Al-Duhail \| 0 – 1 \| Persépolis \| \| 24 de octubre de 2023 \| Al Awwal Park (Riad) \| Al-Nassr \| 4 – 3 \| Al-Duhail \| \| 24 de octubre de 2023 \| Estadio Azadi (Teherán) \| Persépolis \| 2 – 0 \| Istiklol \| \| 7 de noviembre de 2023 \| Estadio Internacional Jalifa (Doha) \| Al-Duhail \| 2 – 3 \| Al-Nassr \| \| 7 de noviembre de 2023 \| Estadio Central Republicano (Dusambé) \| Istiklol \| 1 – 1 \| Persépolis \| \| 27 de noviembre de 2023 \| Al Awwal Park (Riad) \| Al-Nassr \| 0 – 0 \| Persépolis \| \| 27 de noviembre de 2023 \| Estadio Abdullah bin Khalifa (Doha) \| Al-Duhail \| 2 – 0 \| Istiklol \| \| 5 de diciembre de 2023 \| Estadio Azadi (Teherán) \| Persépolis \| 1 – 2 \| Al-Duhail \| \| 5 de diciembre de 2023 \| Estadio Central Republicano (Dusambé) \| Istiklol \| 1 – 1 \| Al-Nassr \| |                                       |            |           |            |
| Fecha | Estadio (Ciudad)                      | Local      | Resultado | Visitante  |
| 19 de septiembre de 2023 | Estadio Central Republicano (Dusambé) | Istiklol   | 0 – 0     | Al-Duhail  |
| 19 de septiembre de 2023 | Estadio Azadi (Teherán)               | Persépolis | 0 – 2     | Al-Nassr   |
| 2 de octubre de 2023 | Al Awwal Park (Riad)                  | Al-Nassr   | 3 – 1     | Istiklol   |
| 2 de octubre de 2023 | Estadio Abdullah bin Khalifa (Doha)   | Al-Duhail  | 0 – 1     | Persépolis |
| 24 de octubre de 2023 | Al Awwal Park (Riad)                  | Al-Nassr   | 4 – 3     | Al-Duhail  |
| 24 de octubre de 2023 | Estadio Azadi (Teherán)               | Persépolis | 2 – 0     | Istiklol   |
| 7 de noviembre de 2023 | Estadio Internacional Jalifa (Doha)   | Al-Duhail  | 2 – 3     | Al-Nassr   |
| 7 de noviembre de 2023 | Estadio Central Republicano (Dusambé) | Istiklol   | 1 – 1     | Persépolis |
| 27 de noviembre de 2023 | Al Awwal Park (Riad)                  | Al-Nassr   | 0 – 0     | Persépolis |
| 27 de noviembre de 2023 | Estadio Abdullah bin Khalifa (Doha)   | Al-Duhail  | 2 – 0     | Istiklol   |
| 5 de diciembre de 2023 | Estadio Azadi (Teherán)               | Persépolis | 1 – 2     | Al-Duhail  |
| 5 de diciembre de 2023 | Estadio Central Republicano (Dusambé) | Istiklol   | 1 – 1     | Al-Nassr   |

### Grupo F
| Pos. | Equipo                 | Pts. | PJ | G | E | P | GF | GC | Dif. | Clasificación    |     | BGK | JHM | LCS | KIT |
| ---- | ---------------------- | ---- | -- | - | - | - | -- | -- | ---- | ---------------- | --- | --- | --- | --- | --- |
| 1    | Bangkok United         | 13   | 6  | 4 | 1 | 1 | 11 | 8  | +3   | Octavos de final |     | —   | 3–2 | 1–0 | 1–1 |
| 2    | Jeonbuk Hyundai Motors | 12   | 6  | 4 | 0 | 2 | 12 | 9  | +3   | Octavos de final |     | 3–2 | —   | 3–0 | 2–1 |
| 3    | Lion City Sailors      | 6    | 6  | 2 | 0 | 4 | 5  | 9  | −4   |                  |     | 1–2 | 2–0 | —   | 0–2 |
| 4    | Kitchee                | 4    | 6  | 1 | 1 | 4 | 7  | 9  | −2   |                  | 1–2 | 1–2 | 1–2 | —   |     |

 Fuente: AFC
| \| Fecha \| Estadio (Ciudad) \| Local \| Resultado \| Visitante \| \| ------------------------ \| ------------------------------ \| ---------------------- \| --------- \| ---------------------- \| \| 20 de septiembre de 2023 \| Estadio Mundialista (Jeonju) \| Jeonbuk Hyundai Motors \| 2 – 1 \| Kitchee \| \| 20 de septiembre de 2023 \| Estadio Jalan Besar (Singapur) \| Lion City Sailors \| 1 – 2 \| Bangkok United \| \| 4 de octubre de 2023 \| Estadio Hong Kong (Hong Kong) \| Kitchee \| 1 – 2 \| Lion City Sailors \| \| 4 de octubre de 2023 \| Estadio Thammasat (Rangsit) \| Bangkok United \| 3 – 2 \| Jeonbuk Hyundai Motors \| \| 25 de octubre de 2023 \| Estadio Hong Kong (Hong Kong) \| Kitchee \| 1 – 2 \| Bangkok United \| \| 25 de octubre de 2023 \| Estadio Mundialista (Jeonju) \| Jeonbuk Hyundai Motors \| 3 – 0 \| Lion City Sailors \| \| 8 de noviembre de 2023 \| Estadio Thammasat (Rangsit) \| Bangkok United \| 1 – 1 \| Kitchee \| \| 8 de noviembre de 2023 \| Estadio Jalan Besar (Singapur) \| Lion City Sailors \| 2 – 0 \| Jeonbuk Hyundai Motors \| \| 29 de noviembre de 2023 \| Estadio Hong Kong (Hong Kong) \| Kitchee \| 1 – 2 \| Jeonbuk Hyundai Motors \| \| 29 de noviembre de 2023 \| Estadio Thammasat (Rangsit) \| Bangkok United \| 1 – 0 \| Lion City Sailors \| \| 13 de diciembre de 2023 \| Estadio Mundialista (Jeonju) \| Jeonbuk Hyundai Motors \| 3 – 2 \| Bangkok United \| \| 13 de diciembre de 2023 \| Estadio Jalan Besar (Singapur) \| Lion City Sailors \| 0 – 2 \| Kitchee \| |                                |                        |           |                        |
| Fecha | Estadio (Ciudad)               | Local                  | Resultado | Visitante              |
| 20 de septiembre de 2023 | Estadio Mundialista (Jeonju)   | Jeonbuk Hyundai Motors | 2 – 1     | Kitchee                |
| 20 de septiembre de 2023 | Estadio Jalan Besar (Singapur) | Lion City Sailors      | 1 – 2     | Bangkok United         |
| 4 de octubre de 2023 | Estadio Hong Kong (Hong Kong)  | Kitchee                | 1 – 2     | Lion City Sailors      |
| 4 de octubre de 2023 | Estadio Thammasat (Rangsit)    | Bangkok United         | 3 – 2     | Jeonbuk Hyundai Motors |
| 25 de octubre de 2023 | Estadio Hong Kong (Hong Kong)  | Kitchee                | 1 – 2     | Bangkok United         |
| 25 de octubre de 2023 | Estadio Mundialista (Jeonju)   | Jeonbuk Hyundai Motors | 3 – 0     | Lion City Sailors      |
| 8 de noviembre de 2023 | Estadio Thammasat (Rangsit)    | Bangkok United         | 1 – 1     | Kitchee                |
| 8 de noviembre de 2023 | Estadio Jalan Besar (Singapur) | Lion City Sailors      | 2 – 0     | Jeonbuk Hyundai Motors |
| 29 de noviembre de 2023 | Estadio Hong Kong (Hong Kong)  | Kitchee                | 1 – 2     | Jeonbuk Hyundai Motors |
| 29 de noviembre de 2023 | Estadio Thammasat (Rangsit)    | Bangkok United         | 1 – 0     | Lion City Sailors      |
| 13 de diciembre de 2023 | Estadio Mundialista (Jeonju)   | Jeonbuk Hyundai Motors | 3 – 2     | Bangkok United         |
| 13 de diciembre de 2023 | Estadio Jalan Besar (Singapur) | Lion City Sailors      | 0 – 2     | Kitchee                |

### Grupo G
| Pos. | Equipo              | Pts. | PJ | G | E | P | GF | GC | Dif. | Clasificación    |     | YFM | SDT | INC | KAY |
| ---- | ------------------- | ---- | -- | - | - | - | -- | -- | ---- | ---------------- | --- | --- | --- | --- | --- |
| 1    | Yokohama F. Marinos | 12   | 6  | 4 | 0 | 2 | 12 | 7  | +5   | Octavos de final |     | —   | 3–0 | 2–4 | 3–0 |
| 2    | Shandong Taishan    | 12   | 6  | 4 | 0 | 2 | 14 | 7  | +7   | Octavos de final |     | 0–1 | —   | 3–1 | 6–1 |
| 3    | Incheon United      | 12   | 6  | 4 | 0 | 2 | 14 | 9  | +5   |                  |     | 2–1 | 0–2 | —   | 4–0 |
| 4    | Kaya-Iloilo         | 0    | 6  | 0 | 0 | 6 | 4  | 21 | −17  |                  | 1–2 | 1–3 | 1–3 | —   |     |

 Fuente: AFC
Notas:
1. 1 2 3  Puntos en partidos directos: Yokohama F. Marinos 6, Shandong Taishan 6, Incheon United 6. Diferencia de goles en partidos directos: Yokohama F. Marinos +1, Shandong Taishan 0, Incheon United –1.

| \| Fecha \| Estadio (Ciudad) \| Local \| Resultado \| Visitante \| \| ------------------------ \| ------------------------------------------- \| ------------------- \| --------- \| ------------------- \| \| 19 de septiembre de 2023 \| Estadio Internacional (Yokohama) \| Yokohama F. Marinos \| 2 – 4 \| Incheon United \| \| 19 de septiembre de 2023 \| Estadio Conmemorativo Rizal (Manila) \| Kaya-Iloilo \| 1 – 3 \| Shandong Taishan \| \| 3 de octubre de 2023 \| Estadio de Fútbol de Incheon (Incheon) \| Incheon United \| 4 – 0 \| Kaya-Iloilo \| \| 3 de octubre de 2023 \| Jinan Olympic Sports Center Stadium (Jinan) \| Shandong Taishan \| 0 – 1 \| Yokohama F. Marinos \| \| 25 de octubre de 2023 \| Estadio de Fútbol de Incheon (Incheon) \| Incheon United \| 0 – 2 \| Shandong Taishan \| \| 25 de octubre de 2023 \| Estadio Internacional (Yokohama) \| Yokohama F. Marinos \| 3 – 0 \| Kaya-Iloilo \| \| 7 de noviembre de 2023 \| Jinan Olympic Sports Center Stadium (Jinan) \| Shandong Taishan \| 3 – 1 \| Incheon United \| \| 7 de noviembre de 2023 \| Estadio Conmemorativo Rizal (Manila) \| Kaya-Iloilo \| 1 – 2 \| Yokohama F. Marinos \| \| 28 de noviembre de 2023 \| Estadio de Fútbol de Incheon (Incheon) \| Incheon United \| 2 – 1 \| Yokohama F. Marinos \| \| 28 de noviembre de 2023 \| Jinan Olympic Sports Center Stadium (Jinan) \| Shandong Taishan \| 6 – 1 \| Kaya-Iloilo \| \| 13 de diciembre de 2023 \| Estadio Internacional (Yokohama) \| Yokohama F. Marinos \| 3 – 0 \| Shandong Taishan \| \| 13 de diciembre de 2023 \| Estadio Conmemorativo Rizal (Manila) \| Kaya-Iloilo \| 1 – 3 \| Incheon United \| |                                             |                     |           |                     |
| Fecha | Estadio (Ciudad)                            | Local               | Resultado | Visitante           |
| 19 de septiembre de 2023 | Estadio Internacional (Yokohama)            | Yokohama F. Marinos | 2 – 4     | Incheon United      |
| 19 de septiembre de 2023 | Estadio Conmemorativo Rizal (Manila)        | Kaya-Iloilo         | 1 – 3     | Shandong Taishan    |
| 3 de octubre de 2023 | Estadio de Fútbol de Incheon (Incheon)      | Incheon United      | 4 – 0     | Kaya-Iloilo         |
| 3 de octubre de 2023 | Jinan Olympic Sports Center Stadium (Jinan) | Shandong Taishan    | 0 – 1     | Yokohama F. Marinos |
| 25 de octubre de 2023 | Estadio de Fútbol de Incheon (Incheon)      | Incheon United      | 0 – 2     | Shandong Taishan    |
| 25 de octubre de 2023 | Estadio Internacional (Yokohama)            | Yokohama F. Marinos | 3 – 0     | Kaya-Iloilo         |
| 7 de noviembre de 2023 | Jinan Olympic Sports Center Stadium (Jinan) | Shandong Taishan    | 3 – 1     | Incheon United      |
| 7 de noviembre de 2023 | Estadio Conmemorativo Rizal (Manila)        | Kaya-Iloilo         | 1 – 2     | Yokohama F. Marinos |
| 28 de noviembre de 2023 | Estadio de Fútbol de Incheon (Incheon)      | Incheon United      | 2 – 1     | Yokohama F. Marinos |
| 28 de noviembre de 2023 | Jinan Olympic Sports Center Stadium (Jinan) | Shandong Taishan    | 6 – 1     | Kaya-Iloilo         |
| 13 de diciembre de 2023 | Estadio Internacional (Yokohama)            | Yokohama F. Marinos | 3 – 0     | Shandong Taishan    |
| 13 de diciembre de 2023 | Estadio Conmemorativo Rizal (Manila)        | Kaya-Iloilo         | 1 – 3     | Incheon United      |

### Grupo H
| Pos. | Equipo         | Pts. | PJ | G | E | P | GF | GC | Dif. | Clasificación    |     | VEN | MCY | ZHE | BUR |
| ---- | -------------- | ---- | -- | - | - | - | -- | -- | ---- | ---------------- | --- | --- | --- | --- | --- |
| 1    | Ventforet Kofu | 11   | 6  | 3 | 2 | 1 | 11 | 8  | +3   | Octavos de final |     | —   | 3–3 | 4–1 | 1–0 |
| 2    | Melbourne City | 9    | 6  | 2 | 3 | 1 | 8  | 6  | +2   |                  |     | 0–0 | —   | 1–1 | 0–1 |
| 3    | Zhejiang       | 7    | 6  | 2 | 1 | 3 | 9  | 13 | −4   |                  | 2–0 | 1–2 | —   | 3–2 |     |
| 4    | Buriram United | 6    | 6  | 2 | 0 | 4 | 9  | 10 | −1   |                  | 2–3 | 0–2 | 4–1 | —   |     |

 Fuente: AFC
| \| Fecha \| Estadio (Ciudad) \| Local \| Resultado \| Visitante \| \| ------------------------ \| --------------------------------- \| -------------- \| --------- \| -------------- \| \| 20 de septiembre de 2023 \| Estadio Buriram (Buriram) \| Buriram United \| 4 – 1 \| Zhejiang \| \| 20 de septiembre de 2023 \| Estadio Rectangular (Melbourne) \| Melbourne City \| 0 – 0 \| Ventforet Kofu \| \| 4 de octubre de 2023 \| Huizhou Olympic Stadium (Huizhou) \| Zhejiang \| 1 – 2 \| Melbourne City \| \| 4 de octubre de 2023 \| Estadio Nacional (Tokio) \| Ventforet Kofu \| 1 – 0 \| Buriram United \| \| 25 de octubre de 2023 \| Huizhou Olympic Stadium (Huizhou) \| Zhejiang \| 2 – 0 \| Ventforet Kofu \| \| 25 de octubre de 2023 \| Estadio Buriram (Buriram) \| Buriram United \| 0 – 2 \| Melbourne City \| \| 8 de noviembre de 2023 \| Estadio Nacional (Tokio) \| Ventforet Kofu \| 4 – 1 \| Zhejiang \| \| 8 de noviembre de 2023 \| Estadio Rectangular (Melbourne) \| Melbourne City \| 0 – 1 \| Buriram United \| \| 29 de noviembre de 2023 \| Huizhou Olympic Stadium (Huizhou) \| Zhejiang \| 3 – 2 \| Buriram United \| \| 29 de noviembre de 2023 \| Estadio Nacional (Tokio) \| Ventforet Kofu \| 3 – 3 \| Melbourne City \| \| 12 de diciembre de 2023 \| Estadio Buriram (Buriram) \| Buriram United \| 2 – 3 \| Ventforet Kofu \| \| 12 de diciembre de 2023 \| Estadio Rectangular (Melbourne) \| Melbourne City \| 1 – 1 \| Zhejiang \| |                                   |                |           |                |
| Fecha | Estadio (Ciudad)                  | Local          | Resultado | Visitante      |
| 20 de septiembre de 2023 | Estadio Buriram (Buriram)         | Buriram United | 4 – 1     | Zhejiang       |
| 20 de septiembre de 2023 | Estadio Rectangular (Melbourne)   | Melbourne City | 0 – 0     | Ventforet Kofu |
| 4 de octubre de 2023 | Huizhou Olympic Stadium (Huizhou) | Zhejiang       | 1 – 2     | Melbourne City |
| 4 de octubre de 2023 | Estadio Nacional (Tokio)          | Ventforet Kofu | 1 – 0     | Buriram United |
| 25 de octubre de 2023 | Huizhou Olympic Stadium (Huizhou) | Zhejiang       | 2 – 0     | Ventforet Kofu |
| 25 de octubre de 2023 | Estadio Buriram (Buriram)         | Buriram United | 0 – 2     | Melbourne City |
| 8 de noviembre de 2023 | Estadio Nacional (Tokio)          | Ventforet Kofu | 4 – 1     | Zhejiang       |
| 8 de noviembre de 2023 | Estadio Rectangular (Melbourne)   | Melbourne City | 0 – 1     | Buriram United |
| 29 de noviembre de 2023 | Huizhou Olympic Stadium (Huizhou) | Zhejiang       | 3 – 2     | Buriram United |
| 29 de noviembre de 2023 | Estadio Nacional (Tokio)          | Ventforet Kofu | 3 – 3     | Melbourne City |
| 12 de diciembre de 2023 | Estadio Buriram (Buriram)         | Buriram United | 2 – 3     | Ventforet Kofu |
| 12 de diciembre de 2023 | Estadio Rectangular (Melbourne)   | Melbourne City | 1 – 1     | Zhejiang       |

### Grupo I
| Pos. | Equipo             | Pts. | PJ | G | E | P | GF | GC | Dif. | Clasificación    |     | KFR | ULS | JDT | BGP |
| ---- | ------------------ | ---- | -- | - | - | - | -- | -- | ---- | ---------------- | --- | --- | --- | --- | --- |
| 1    | Kawasaki Frontale  | 16   | 6  | 5 | 1 | 0 | 17 | 6  | +11  | Octavos de final |     | —   | 1–0 | 5–0 | 4–2 |
| 2    | Ulsan Hyundai      | 10   | 6  | 3 | 1 | 2 | 12 | 8  | +4   | Octavos de final |     | 2–2 | —   | 3–1 | 3–1 |
| 3    | Johor Darul Takzim | 9    | 6  | 3 | 0 | 3 | 11 | 13 | −2   |                  |     | 0–1 | 2–1 | —   | 4–1 |
| 4    | BG Pathum United   | 0    | 6  | 0 | 0 | 6 | 9  | 22 | −13  |                  | 2–4 | 1–3 | 2–4 | —   |     |

 Fuente: AFC
| \| Fecha \| Estadio (Ciudad) \| Local \| Resultado \| Visitante \| \| ------------------------ \| ------------------------------------- \| ------------------ \| --------- \| ------------------ \| \| 19 de septiembre de 2023 \| Estadio de Fútbol Ulsan Munsu (Ulsan) \| Ulsan Hyundai \| 3 – 1 \| BG Pathum United \| \| 19 de septiembre de 2023 \| Estadio Sultan Ibrahim (Johor Bahru) \| Johor Darul Takzim \| 0 – 1 \| Kawasaki Frontale \| \| 3 de octubre de 2023 \| Estadio Pathum Thani (Bangkok) \| BG Pathum United \| 2 – 4 \| Johor Darul Takzim \| \| 3 de octubre de 2023 \| Estadio Todoroki Kawasaki (Kawasaki) \| Kawasaki Frontale \| 1 – 0 \| Ulsan Hyundai \| \| 24 de octubre de 2023 \| Estadio Pathum Thani (Bangkok) \| BG Pathum United \| 2 – 4 \| Kawasaki Frontale \| \| 24 de octubre de 2023 \| Estadio de Fútbol Ulsan Munsu (Ulsan) \| Ulsan Hyundai \| 3 – 1 \| Johor Darul Takzim \| \| 7 de noviembre de 2023 \| Estadio Todoroki Kawasaki (Kawasaki) \| Kawasaki Frontale \| 4 – 2 \| BG Pathum United \| \| 7 de noviembre de 2023 \| Estadio Sultan Ibrahim (Johor Bahru) \| Johor Darul Takzim \| 2 – 1 \| Ulsan Hyundai \| \| 28 de noviembre de 2023 \| Estadio Pathum Thani (Bangkok) \| BG Pathum United \| 1 – 3 \| Ulsan Hyundai \| \| 28 de noviembre de 2023 \| Estadio Todoroki Kawasaki (Kawasaki) \| Kawasaki Frontale \| 5 – 0 \| Johor Darul Takzim \| \| 12 de diciembre de 2023 \| Estadio de Fútbol Ulsan Munsu (Ulsan) \| Ulsan Hyundai \| 2 – 2 \| Kawasaki Frontale \| \| 12 de diciembre de 2023 \| Estadio Sultan Ibrahim (Johor Bahru) \| Johor Darul Takzim \| 4 – 1 \| BG Pathum United \| |                                       |                    |           |                    |
| Fecha | Estadio (Ciudad)                      | Local              | Resultado | Visitante          |
| 19 de septiembre de 2023 | Estadio de Fútbol Ulsan Munsu (Ulsan) | Ulsan Hyundai      | 3 – 1     | BG Pathum United   |
| 19 de septiembre de 2023 | Estadio Sultan Ibrahim (Johor Bahru)  | Johor Darul Takzim | 0 – 1     | Kawasaki Frontale  |
| 3 de octubre de 2023 | Estadio Pathum Thani (Bangkok)        | BG Pathum United   | 2 – 4     | Johor Darul Takzim |
| 3 de octubre de 2023 | Estadio Todoroki Kawasaki (Kawasaki)  | Kawasaki Frontale  | 1 – 0     | Ulsan Hyundai      |
| 24 de octubre de 2023 | Estadio Pathum Thani (Bangkok)        | BG Pathum United   | 2 – 4     | Kawasaki Frontale  |
| 24 de octubre de 2023 | Estadio de Fútbol Ulsan Munsu (Ulsan) | Ulsan Hyundai      | 3 – 1     | Johor Darul Takzim |
| 7 de noviembre de 2023 | Estadio Todoroki Kawasaki (Kawasaki)  | Kawasaki Frontale  | 4 – 2     | BG Pathum United   |
| 7 de noviembre de 2023 | Estadio Sultan Ibrahim (Johor Bahru)  | Johor Darul Takzim | 2 – 1     | Ulsan Hyundai      |
| 28 de noviembre de 2023 | Estadio Pathum Thani (Bangkok)        | BG Pathum United   | 1 – 3     | Ulsan Hyundai      |
| 28 de noviembre de 2023 | Estadio Todoroki Kawasaki (Kawasaki)  | Kawasaki Frontale  | 5 – 0     | Johor Darul Takzim |
| 12 de diciembre de 2023 | Estadio de Fútbol Ulsan Munsu (Ulsan) | Ulsan Hyundai      | 2 – 2     | Kawasaki Frontale  |
| 12 de diciembre de 2023 | Estadio Sultan Ibrahim (Johor Bahru)  | Johor Darul Takzim | 4 – 1     | BG Pathum United   |

### Grupo J
| Pos. | Equipo             | Pts. | PJ | G | E | P | GF | GC | Dif. | Clasificación    |     | POH | URD | HAN | WTT |
| ---- | ------------------ | ---- | -- | - | - | - | -- | -- | ---- | ---------------- | --- | --- | --- | --- | --- |
| 1    | Pohang Steelers    | 16   | 6  | 5 | 1 | 0 | 14 | 5  | +9   | Octavos de final |     | —   | 2–1 | 2–0 | 3–1 |
| 2    | Urawa Red Diamonds | 7    | 6  | 2 | 1 | 3 | 12 | 9  | +3   |                  |     | 0–2 | —   | 6–0 | 2–1 |
| 3    | Hanoi T&T          | 6    | 6  | 2 | 0 | 4 | 7  | 16 | −9   |                  | 2–4 | 2–1 | —   | 2–1 |     |
| 4    | Wuhan Three Towns  | 5    | 6  | 1 | 2 | 3 | 8  | 11 | −3   |                  | 1–1 | 2–2 | 2–1 | —   |     |

 Fuente: AFC
| \| Fecha \| Estadio (ciudad) \| Local \| Resultado \| Visitante \| \| ------------------------ \| --------------------------------- \| ------------------ \| --------- \| ------------------ \| \| 20 de septiembre de 2023 \| Centro Deportivo de Wuhan (Wuhan) \| Wuhan Three Towns \| 2 – 2 \| Urawa Red Diamonds \| \| 20 de septiembre de 2023 \| Estadio Nacional Mỹ Đình (Hanói) \| Hanoi T&T \| 2 – 4 \| Pohang Steelers \| \| 4 de octubre de 2023 \| Estadio Saitama 2002 (Saitama) \| Urawa Red Diamonds \| 6 – 0 \| Hanoi T&T \| \| 4 de octubre de 2023 \| Estadio Steel Yard (Pohang) \| Pohang Steelers \| 3 – 1 \| Wuhan Three Towns \| \| 24 de octubre de 2023 \| Estadio Saitama 2002 (Saitama) \| Urawa Red Diamonds \| 0 – 2 \| Pohang Steelers \| \| 24 de octubre de 2023 \| Centro Deportivo de Wuhan (Wuhan) \| Wuhan Three Towns \| 2 – 1 \| Hanoi T&T \| \| 8 de noviembre de 2023 \| Estadio Steel Yard (Pohang) \| Pohang Steelers \| 2 – 1 \| Urawa Red Diamonds \| \| 8 de noviembre de 2023 \| Estadio Nacional Mỹ Đình (Hanói) \| Hanoi T&T \| 2 – 1 \| Wuhan Three Towns \| \| 29 de noviembre de 2023 \| Estadio Saitama 2002 (Saitama) \| Urawa Red Diamonds \| 2 – 1 \| Wuhan Three Towns \| \| 29 de noviembre de 2023 \| Estadio Steel Yard (Pohang) \| Pohang Steelers \| 2 – 0 \| Hanoi T&T \| \| 6 de diciembre de 2023 \| Centro Deportivo de Wuhan (Wuhan) \| Wuhan Three Towns \| 1 – 1 \| Pohang Steelers \| \| 6 de diciembre de 2023 \| Estadio Nacional Mỹ Đình (Hanói) \| Hanoi T&T \| 2 – 1 \| Urawa Red Diamonds \| |                                   |                    |           |                    |
| Fecha | Estadio (ciudad)                  | Local              | Resultado | Visitante          |
| 20 de septiembre de 2023 | Centro Deportivo de Wuhan (Wuhan) | Wuhan Three Towns  | 2 – 2     | Urawa Red Diamonds |
| 20 de septiembre de 2023 | Estadio Nacional Mỹ Đình (Hanói)  | Hanoi T&T          | 2 – 4     | Pohang Steelers    |
| 4 de octubre de 2023 | Estadio Saitama 2002 (Saitama)    | Urawa Red Diamonds | 6 – 0     | Hanoi T&T          |
| 4 de octubre de 2023 | Estadio Steel Yard (Pohang)       | Pohang Steelers    | 3 – 1     | Wuhan Three Towns  |
| 24 de octubre de 2023 | Estadio Saitama 2002 (Saitama)    | Urawa Red Diamonds | 0 – 2     | Pohang Steelers    |
| 24 de octubre de 2023 | Centro Deportivo de Wuhan (Wuhan) | Wuhan Three Towns  | 2 – 1     | Hanoi T&T          |
| 8 de noviembre de 2023 | Estadio Steel Yard (Pohang)       | Pohang Steelers    | 2 – 1     | Urawa Red Diamonds |
| 8 de noviembre de 2023 | Estadio Nacional Mỹ Đình (Hanói)  | Hanoi T&T          | 2 – 1     | Wuhan Three Towns  |
| 29 de noviembre de 2023 | Estadio Saitama 2002 (Saitama)    | Urawa Red Diamonds | 2 – 1     | Wuhan Three Towns  |
| 29 de noviembre de 2023 | Estadio Steel Yard (Pohang)       | Pohang Steelers    | 2 – 0     | Hanoi T&T          |
| 6 de diciembre de 2023 | Centro Deportivo de Wuhan (Wuhan) | Wuhan Three Towns  | 1 – 1     | Pohang Steelers    |
| 6 de diciembre de 2023 | Estadio Nacional Mỹ Đình (Hanói)  | Hanoi T&T          | 2 – 1     | Urawa Red Diamonds |

### Mejores segundos
Por cada zona (cinco grupos cada una) pasaron a los Octavos de final los tres mejores segundos, en total fueron seis equipos que avanzaron por este medio.
Zona Oeste
| Pos. | Grp. | Equipo     | Pts. | PJ | G | E | P | GF | GC | Dif. | Clasificación    |
| ---- | ---- | ---------- | ---- | -- | - | - | - | -- | -- | ---- | ---------------- |
| 1    | D    | Navbahor   | 13   | 6  | 4 | 1 | 1 | 11 | 6  | +5   | Octavos de final |
| 2    | C    | Sepahan    | 10   | 6  | 3 | 1 | 2 | 16 | 8  | +8   | Octavos de final |
| 3    | A    | Al-Fayha   | 9    | 6  | 3 | 0 | 3 | 12 | 10 | +2   | Octavos de final |
| 4    | B    | Al-Sadd    | 8    | 6  | 2 | 2 | 2 | 11 | 7  | +4   |                  |
| 5    | E    | Persépolis | 8    | 6  | 2 | 2 | 2 | 5  | 5  | 0    |                  |

 Fuente: AFC
Criterios de clasificación: 1) Puntos; 2) Diferencia de gol; 3) Goles anotados; 4) Puntos disciplinarios; 5) Sorteo.
Zona Este
| Pos. | Grp. | Equipo                 | Pts. | PJ | G | E | P | GF | GC | Dif. | Clasificación    |
| ---- | ---- | ---------------------- | ---- | -- | - | - | - | -- | -- | ---- | ---------------- |
| 1    | G    | Shandong Taishan       | 12   | 6  | 4 | 0 | 2 | 14 | 7  | +7   | Octavos de final |
| 2    | F    | Jeonbuk Hyundai Motors | 12   | 6  | 4 | 0 | 2 | 12 | 9  | +3   | Octavos de final |
| 3    | I    | Ulsan Hyundai          | 10   | 6  | 3 | 1 | 2 | 12 | 8  | +4   | Octavos de final |
| 4    | H    | Melbourne City         | 9    | 6  | 2 | 3 | 1 | 8  | 6  | +2   |                  |
| 5    | J    | Urawa Red Diamonds     | 7    | 6  | 2 | 1 | 3 | 12 | 9  | +3   |                  |

 Fuente: AFC
Criterios de clasificación: 1) Puntos; 2) Diferencia de gol; 3) Goles anotados; 4) Puntos disciplinarios; 5) Sorteo.

## Fase eliminatoria
Esta fase empieza con los octavos de final, siguen los cuartos de final, semifinales y final, todas las rondas se juegan a doble partido, las llaves se conforman mediante sorteo al finalizar la fase de grupos.

### Equipos clasificados
| Grupo      | Primeros            | Mejores segundos       |
| Zona Oeste | Zona Oeste          | Zona Oeste             |
| ---------- | ------------------- | ---------------------- |
| A          | Al-Ain              | Al-Fayha               |
| B          | Nasaf               | —                      |
| C          | Al-Ittihad          | Sepahan                |
| D          | Al-Hilal Saudí      | Navbahor               |
| E          | Al-Nassr            | —                      |
| Zona Este  |                     |                        |
| F          | Bangkok United      | Jeonbuk Hyundai Motors |
| G          | Yokohama F. Marinos | Shandong Taishan       |
| H          | Ventforet Kofu      | —                      |
| I          | Kawasaki Frontale   | Ulsan Hyundai          |
| J          | Pohang Steelers     | —                      |

### Cuadro de desarrollo
|  | Octavos de final                                                 | Octavos de final                                                 | Octavos de final                                                 | Octavos de final                                                 | Octavos de final                                                 |   |                        | Cuartos de final                                           | Cuartos de final                                           | Cuartos de final                                           | Cuartos de final                                           | Cuartos de final                                           |  |               | Semifinales                                               | Semifinales                                               | Semifinales                                               | Semifinales                                               | Semifinales                                               |  |        | Final                                                | Final                                                | Final                                                | Final                                                | Final                                                |  |
|  | 13-15 de febrero de 2024 (ida) 19-21 de febrero de 2024 (vuelta) | 13-15 de febrero de 2024 (ida) 19-21 de febrero de 2024 (vuelta) | 13-15 de febrero de 2024 (ida) 19-21 de febrero de 2024 (vuelta) | 13-15 de febrero de 2024 (ida) 19-21 de febrero de 2024 (vuelta) | 13-15 de febrero de 2024 (ida) 19-21 de febrero de 2024 (vuelta) |   |                        | 4-6 de marzo de 2024 (ida) 11-13 de marzo de 2024 (vuelta) | 4-6 de marzo de 2024 (ida) 11-13 de marzo de 2024 (vuelta) | 4-6 de marzo de 2024 (ida) 11-13 de marzo de 2024 (vuelta) | 4-6 de marzo de 2024 (ida) 11-13 de marzo de 2024 (vuelta) | 4-6 de marzo de 2024 (ida) 11-13 de marzo de 2024 (vuelta) |  |               | 17 de abril de 2024 (ida) 23-24 de abril de 2024 (vuelta) | 17 de abril de 2024 (ida) 23-24 de abril de 2024 (vuelta) | 17 de abril de 2024 (ida) 23-24 de abril de 2024 (vuelta) | 17 de abril de 2024 (ida) 23-24 de abril de 2024 (vuelta) | 17 de abril de 2024 (ida) 23-24 de abril de 2024 (vuelta) |  |        | 11 de mayo de 2024 (ida) 25 de mayo de 2024 (vuelta) | 11 de mayo de 2024 (ida) 25 de mayo de 2024 (vuelta) | 11 de mayo de 2024 (ida) 25 de mayo de 2024 (vuelta) | 11 de mayo de 2024 (ida) 25 de mayo de 2024 (vuelta) | 11 de mayo de 2024 (ida) 25 de mayo de 2024 (vuelta) |  |
|  |                                                                  |                                                                  |                                                                  |                                                                  |                                                                  |   |                        |                                                            |                                                            |                                                            |                                                            |                                                            |  |               |                                                           |                                                           |                                                           |                                                           |                                                           |  |        |                                                      |                                                      |                                                      |                                                      |                                                      |  |
|  |                                                                  |                                                                  |                                                                  |                                                                  |                                                                  |   |                        |                                                            |                                                            |                                                            |                                                            |                                                            |  |               |                                                           |                                                           |                                                           |                                                           |                                                           |  |        |                                                      |                                                      |                                                      |                                                      |                                                      |  |
|  | Al-Ain                                                           | Al-Ain                                                           | 0                                                                | 2                                                                | 2                                                                |   |                        |                                                            |                                                            |                                                            |                                                            |                                                            |  |               |                                                           |                                                           |                                                           |                                                           |                                                           |  |        |                                                      |                                                      |                                                      |                                                      |                                                      |  |
|  | Al-Ain                                                           | Al-Ain                                                           | 0                                                                | 2                                                                | 2                                                                |   |                        |                                                            |                                                            |                                                            |                                                            |                                                            |  |               |                                                           |                                                           |                                                           |                                                           |                                                           |  |        |                                                      |                                                      |                                                      |                                                      |                                                      |  |
|  | Nasaf                                                            | Nasaf                                                            | 0                                                                | 1                                                                | 1                                                                |   |                        |                                                            |                                                            |                                                            |                                                            |                                                            |  |               |                                                           |                                                           |                                                           |                                                           |                                                           |  |        |                                                      |                                                      |                                                      |                                                      |                                                      |  |
|  | Nasaf                                                            | Nasaf                                                            | 0                                                                | 1                                                                | 1                                                                |   | Al-Ain                 | Al-Ain                                                     | 1                                                          | 3                                                          | 4 (3)                                                      |                                                            |  |               |                                                           |                                                           |                                                           |                                                           |                                                           |  |        |                                                      |                                                      |                                                      |                                                      |                                                      |  |
|  |                                                                  |                                                                  |                                                                  |                                                                  |                                                                  |   | Al-Ain                 | Al-Ain                                                     | 1                                                          | 3                                                          | 4 (3)                                                      |                                                            |  |               |                                                           |                                                           |                                                           |                                                           |                                                           |  |        |                                                      |                                                      |                                                      |                                                      |                                                      |  |
|  |                                                                  |                                                                  | Al-Nassr                                                         | Al-Nassr                                                         | 0                                                                | 4 | 4 (1)                  |                                                            |                                                            |                                                            |                                                            |                                                            |  |               |                                                           |                                                           |                                                           |                                                           |                                                           |  |        |                                                      |                                                      |                                                      |                                                      |                                                      |  |
|  | Al-Nassr                                                         | Al-Nassr                                                         | Al-Nassr                                                         | Al-Nassr                                                         | 0                                                                | 4 | 4 (1)                  | 1                                                          | 2                                                          | 3                                                          |                                                            |                                                            |  |               |                                                           |                                                           |                                                           |                                                           |                                                           |  |        |                                                      |                                                      |                                                      |                                                      |                                                      |  |
|  | Al-Nassr                                                         | Al-Nassr                                                         |                                                                  |                                                                  |                                                                  |   |                        |                                                            |                                                            | 3                                                          |                                                            |                                                            |  |               |                                                           |                                                           |                                                           |                                                           |                                                           |  |        |                                                      |                                                      |                                                      |                                                      |                                                      |  |
|  | Al-Fayha                                                         | Al-Fayha                                                         | 0                                                                | 0                                                                | 0                                                                |   |                        |                                                            |                                                            |                                                            |                                                            |                                                            |  |               |                                                           |                                                           |                                                           |                                                           |                                                           |  |        |                                                      |                                                      |                                                      |                                                      |                                                      |  |
|  | Al-Fayha                                                         | Al-Fayha                                                         | 0                                                                | 0                                                                | 0                                                                |   |                        |                                                            |                                                            |                                                            |                                                            |                                                            |  | Al-Ain        | Al-Ain                                                    | 4                                                         | 1                                                         | 5                                                         |                                                           |  |        |                                                      |                                                      |                                                      |                                                      |                                                      |  |
|  |                                                                  |                                                                  |                                                                  |                                                                  |                                                                  |   |                        |                                                            |                                                            |                                                            |                                                            |                                                            |  | Al-Ain        | Al-Ain                                                    | 4                                                         | 1                                                         | 5                                                         |                                                           |  |        |                                                      |                                                      |                                                      |                                                      |                                                      |  |
|  |                                                                  |                                                                  | Al-Hilal Saudí                                                   | Al-Hilal Saudí                                                   | 2                                                                | 2 | 4                      |                                                            |                                                            |                                                            |                                                            |                                                            |  |               |                                                           |                                                           |                                                           |                                                           |                                                           |  |        |                                                      |                                                      |                                                      |                                                      |                                                      |  |
|  | Al-Hilal Saudí                                                   | Al-Hilal Saudí                                                   | Al-Hilal Saudí                                                   | Al-Hilal Saudí                                                   | 2                                                                | 2 | 4                      | 3                                                          | 3                                                          | 6                                                          |                                                            |                                                            |  |               |                                                           |                                                           |                                                           |                                                           |                                                           |  |        |                                                      |                                                      |                                                      |                                                      |                                                      |  |
|  | Al-Hilal Saudí                                                   | Al-Hilal Saudí                                                   |                                                                  |                                                                  |                                                                  |   |                        |                                                            |                                                            | 6                                                          |                                                            |                                                            |  |               |                                                           |                                                           |                                                           |                                                           |                                                           |  |        |                                                      |                                                      |                                                      |                                                      |                                                      |  |
|  | Sepahan                                                          | Sepahan                                                          | 1                                                                | 1                                                                | 2                                                                |   |                        |                                                            |                                                            |                                                            |                                                            |                                                            |  |               |                                                           |                                                           |                                                           |                                                           |                                                           |  |        |                                                      |                                                      |                                                      |                                                      |                                                      |  |
|  | Sepahan                                                          | Sepahan                                                          | 1                                                                | 1                                                                | 2                                                                |   | Al-Hilal Saudí         | Al-Hilal Saudí                                             | 2                                                          | 2                                                          | 4                                                          |                                                            |  |               |                                                           |                                                           |                                                           |                                                           |                                                           |  |        |                                                      |                                                      |                                                      |                                                      |                                                      |  |
|  |                                                                  |                                                                  |                                                                  |                                                                  |                                                                  |   | Al-Hilal Saudí         | Al-Hilal Saudí                                             | 2                                                          | 2                                                          | 4                                                          |                                                            |  |               |                                                           |                                                           |                                                           |                                                           |                                                           |  |        |                                                      |                                                      |                                                      |                                                      |                                                      |  |
|  |                                                                  |                                                                  | Al-Ittihad                                                       | Al-Ittihad                                                       | 0                                                                | 0 | 0                      |                                                            |                                                            |                                                            |                                                            |                                                            |  |               |                                                           |                                                           |                                                           |                                                           |                                                           |  |        |                                                      |                                                      |                                                      |                                                      |                                                      |  |
|  | Al-Ittihad                                                       | Al-Ittihad                                                       | Al-Ittihad                                                       | Al-Ittihad                                                       | 0                                                                | 0 | 0                      | 0                                                          | 2                                                          | 2                                                          |                                                            |                                                            |  |               |                                                           |                                                           |                                                           |                                                           |                                                           |  |        |                                                      |                                                      |                                                      |                                                      |                                                      |  |
|  | Al-Ittihad                                                       | Al-Ittihad                                                       |                                                                  |                                                                  |                                                                  |   |                        |                                                            |                                                            | 2                                                          |                                                            |                                                            |  |               |                                                           |                                                           |                                                           |                                                           |                                                           |  |        |                                                      |                                                      |                                                      |                                                      |                                                      |  |
|  | Navbahor                                                         | Navbahor                                                         | 0                                                                | 1                                                                | 1                                                                |   |                        |                                                            |                                                            |                                                            |                                                            |                                                            |  |               |                                                           |                                                           |                                                           |                                                           |                                                           |  |        |                                                      |                                                      |                                                      |                                                      |                                                      |  |
|  | Navbahor                                                         | Navbahor                                                         | 0                                                                | 1                                                                | 1                                                                |   |                        |                                                            |                                                            |                                                            |                                                            |                                                            |  |               |                                                           |                                                           |                                                           |                                                           |                                                           |  | Al-Ain | Al-Ain                                               | 1                                                    | 5                                                    | 6                                                    |                                                      |  |
|  |                                                                  |                                                                  |                                                                  |                                                                  |                                                                  |   |                        |                                                            |                                                            |                                                            |                                                            |                                                            |  |               |                                                           |                                                           |                                                           |                                                           |                                                           |  | Al-Ain | Al-Ain                                               | 1                                                    | 5                                                    | 6                                                    |                                                      |  |
|  |                                                                  |                                                                  | Yokohama F. Marinos                                              | Yokohama F. Marinos                                              | 2                                                                | 1 | 3                      |                                                            |                                                            |                                                            |                                                            |                                                            |  |               |                                                           |                                                           |                                                           |                                                           |                                                           |  |        |                                                      |                                                      |                                                      |                                                      |                                                      |  |
|  | Pohang Steelers                                                  | Pohang Steelers                                                  | Yokohama F. Marinos                                              | Yokohama F. Marinos                                              | 2                                                                | 1 | 3                      | 0                                                          | 1                                                          | 1                                                          |                                                            |                                                            |  |               |                                                           |                                                           |                                                           |                                                           |                                                           |  |        |                                                      |                                                      |                                                      |                                                      |                                                      |  |
|  | Pohang Steelers                                                  | Pohang Steelers                                                  |                                                                  |                                                                  |                                                                  |   |                        |                                                            |                                                            | 1                                                          |                                                            |                                                            |  |               |                                                           |                                                           |                                                           |                                                           |                                                           |  |        |                                                      |                                                      |                                                      |                                                      |                                                      |  |
|  | Jeonbuk Hyundai Motors                                           | Jeonbuk Hyundai Motors                                           | 2                                                                | 1                                                                | 3                                                                |   |                        |                                                            |                                                            |                                                            |                                                            |                                                            |  |               |                                                           |                                                           |                                                           |                                                           |                                                           |  |        |                                                      |                                                      |                                                      |                                                      |                                                      |  |
|  | Jeonbuk Hyundai Motors                                           | Jeonbuk Hyundai Motors                                           | 2                                                                | 1                                                                | 3                                                                |   | Jeonbuk Hyundai Motors | Jeonbuk Hyundai Motors                                     | 1                                                          | 0                                                          | 1                                                          |                                                            |  |               |                                                           |                                                           |                                                           |                                                           |                                                           |  |        |                                                      |                                                      |                                                      |                                                      |                                                      |  |
|  |                                                                  |                                                                  |                                                                  |                                                                  |                                                                  |   | Jeonbuk Hyundai Motors | Jeonbuk Hyundai Motors                                     | 1                                                          | 0                                                          | 1                                                          |                                                            |  |               |                                                           |                                                           |                                                           |                                                           |                                                           |  |        |                                                      |                                                      |                                                      |                                                      |                                                      |  |
|  |                                                                  |                                                                  | Ulsan Hyundai                                                    | Ulsan Hyundai                                                    | 1                                                                | 1 | 2                      |                                                            |                                                            |                                                            |                                                            |                                                            |  |               |                                                           |                                                           |                                                           |                                                           |                                                           |  |        |                                                      |                                                      |                                                      |                                                      |                                                      |  |
|  | Ventforet Kofu                                                   | Ventforet Kofu                                                   | Ulsan Hyundai                                                    | Ulsan Hyundai                                                    | 1                                                                | 1 | 2                      | 0                                                          | 1                                                          | 1                                                          |                                                            |                                                            |  |               |                                                           |                                                           |                                                           |                                                           |                                                           |  |        |                                                      |                                                      |                                                      |                                                      |                                                      |  |
|  | Ventforet Kofu                                                   | Ventforet Kofu                                                   |                                                                  |                                                                  |                                                                  |   |                        |                                                            |                                                            | 1                                                          |                                                            |                                                            |  |               |                                                           |                                                           |                                                           |                                                           |                                                           |  |        |                                                      |                                                      |                                                      |                                                      |                                                      |  |
|  | Ulsan Hyundai                                                    | Ulsan Hyundai                                                    | 3                                                                | 2                                                                | 5                                                                |   |                        |                                                            |                                                            |                                                            |                                                            |                                                            |  |               |                                                           |                                                           |                                                           |                                                           |                                                           |  |        |                                                      |                                                      |                                                      |                                                      |                                                      |  |
|  | Ulsan Hyundai                                                    | Ulsan Hyundai                                                    | 3                                                                | 2                                                                | 5                                                                |   |                        |                                                            |                                                            |                                                            |                                                            |                                                            |  | Ulsan Hyundai | Ulsan Hyundai                                             | 1                                                         | 2                                                         | 3 (4)                                                     |                                                           |  |        |                                                      |                                                      |                                                      |                                                      |                                                      |  |
|  |                                                                  |                                                                  |                                                                  |                                                                  |                                                                  |   |                        |                                                            |                                                            |                                                            |                                                            |                                                            |  | Ulsan Hyundai | Ulsan Hyundai                                             | 1                                                         | 2                                                         | 3 (4)                                                     |                                                           |  |        |                                                      |                                                      |                                                      |                                                      |                                                      |  |
|  |                                                                  |                                                                  | Yokohama F. Marinos                                              | Yokohama F. Marinos                                              | 0                                                                | 3 | 3 (5)                  |                                                            |                                                            |                                                            |                                                            |                                                            |  |               |                                                           |                                                           |                                                           |                                                           |                                                           |  |        |                                                      |                                                      |                                                      |                                                      |                                                      |  |
|  | Kawasaki Frontale                                                | Kawasaki Frontale                                                | Yokohama F. Marinos                                              | Yokohama F. Marinos                                              | 0                                                                | 3 | 3 (5)                  | 3                                                          | 2                                                          | 5                                                          |                                                            |                                                            |  |               |                                                           |                                                           |                                                           |                                                           |                                                           |  |        |                                                      |                                                      |                                                      |                                                      |                                                      |  |
|  | Kawasaki Frontale                                                | Kawasaki Frontale                                                |                                                                  |                                                                  |                                                                  |   |                        |                                                            |                                                            | 5                                                          |                                                            |                                                            |  |               |                                                           |                                                           |                                                           |                                                           |                                                           |  |        |                                                      |                                                      |                                                      |                                                      |                                                      |  |
|  | Shandong Taishan                                                 | Shandong Taishan                                                 | 2                                                                | 4                                                                | 6                                                                |   |                        |                                                            |                                                            |                                                            |                                                            |                                                            |  |               |                                                           |                                                           |                                                           |                                                           |                                                           |  |        |                                                      |                                                      |                                                      |                                                      |                                                      |  |
|  | Shandong Taishan                                                 | Shandong Taishan                                                 | 2                                                                | 4                                                                | 6                                                                |   | Shandong Taishan       | Shandong Taishan                                           | 1                                                          | 0                                                          | 1                                                          |                                                            |  |               |                                                           |                                                           |                                                           |                                                           |                                                           |  |        |                                                      |                                                      |                                                      |                                                      |                                                      |  |
|  |                                                                  |                                                                  |                                                                  |                                                                  |                                                                  |   | Shandong Taishan       | Shandong Taishan                                           | 1                                                          | 0                                                          | 1                                                          |                                                            |  |               |                                                           |                                                           |                                                           |                                                           |                                                           |  |        |                                                      |                                                      |                                                      |                                                      |                                                      |  |
|  |                                                                  |                                                                  | Yokohama F. Marinos                                              | Yokohama F. Marinos                                              | 2                                                                | 1 | 3                      |                                                            |                                                            |                                                            |                                                            |                                                            |  |               |                                                           |                                                           |                                                           |                                                           |                                                           |  |        |                                                      |                                                      |                                                      |                                                      |                                                      |  |
|  | Yokohama F. Marinos (t. s.)                                      | Yokohama F. Marinos (t. s.)                                      | Yokohama F. Marinos                                              | Yokohama F. Marinos                                              | 2                                                                | 1 | 3                      | 2                                                          | 1                                                          | 3                                                          |                                                            |                                                            |  |               |                                                           |                                                           |                                                           |                                                           |                                                           |  |        |                                                      |                                                      |                                                      |                                                      |                                                      |  |
|  | Yokohama F. Marinos (t. s.)                                      | Yokohama F. Marinos (t. s.)                                      |                                                                  |                                                                  |                                                                  |   |                        |                                                            |                                                            | 3                                                          |                                                            |                                                            |  |               |                                                           |                                                           |                                                           |                                                           |                                                           |  |        |                                                      |                                                      |                                                      |                                                      |                                                      |  |
|  | Bangkok United                                                   | Bangkok United                                                   | 2                                                                | 0                                                                | 2                                                                |   |                        |                                                            |                                                            |                                                            |                                                            |                                                            |  |               |                                                           |                                                           |                                                           |                                                           |                                                           |  |        |                                                      |                                                      |                                                      |                                                      |                                                      |  |
|  | Bangkok United                                                   | Bangkok United                                                   | 2                                                                | 0                                                                | 2                                                                |   |                        |                                                            |                                                            |                                                            |                                                            |                                                            |  |               |                                                           |                                                           |                                                           |                                                           |                                                           |  |        |                                                      |                                                      |                                                      |                                                      |                                                      |  |
|  |                                                                  |                                                                  |                                                                  |                                                                  |                                                                  |   |                        |                                                            |                                                            |                                                            |                                                            |                                                            |  |               |                                                           |                                                           |                                                           |                                                           |                                                           |  |        |                                                      |                                                      |                                                      |                                                      |                                                      |  |

### Octavos de final
- Zona Oeste

Al-Ain – Nasaf
| Ida; 14 de febrero de 2024 | Nasaf | 0:0     | Al-Ain | Estadio Markaziy, Qarshi                                    |                                                             |
| 19:00 (UTC+5)              |       | Reporte |        | Asistencia: 15 186 espectadores Árbitro(s): Adham Makhadmeh | Asistencia: 15 186 espectadores Árbitro(s): Adham Makhadmeh |

| Vuelta; 21 de febrero de 2024 | Al-Ain                  | 2:1 (0:0) (Global 2:1) | Nasaf        | Estadio Hazza bin Zayed, Al Ain                             |                                                             |
| 20:00 (UTC+4)                 | Laba 55' · Rahimi 90+2' | Reporte                | Mozgovoy 51' | Asistencia: 10 036 espectadores Árbitro(s): Alireza Faghani | Asistencia: 10 036 espectadores Árbitro(s): Alireza Faghani |

Al-Nassr – Al-Fayha
| Ida; 14 de febrero de 2024 | Al-Fayha | 0:1 (0:0) | Al-Nassr    | Ciudad Deportiva del Príncipe Faisal bin Fahd, Riad     |                                                         |
| 21:00 (UTC+3)              |          | Reporte   | Ronaldo 81' | Asistencia: 3111 espectadores Árbitro(s): Salman Falahi | Asistencia: 3111 espectadores Árbitro(s): Salman Falahi |

| Vuelta; 21 de febrero de 2024 | Al-Nassr                 | 2:0 (1:0) (Global 3:0) | Al-Fayha | Al-Awwal Park, Riad                                 |                                                     |
| 21:00 (UTC+3)                 | Otávio 17' · Ronaldo 86' | Reporte                |          | Asistencia: 22 783 espectadores Árbitro(s): Ma Ning | Asistencia: 22 783 espectadores Árbitro(s): Ma Ning |

Al-Hilal Saudí – Sepahan
| Ida; 15 de febrero de 2024 | Sepahan      | 1:3 (1:0) | Al-Hilal Saudí                                | Estadio Naghsh-e-Jahan, Isfahán                          |                                                          |
| 19:30 (UTC+3:30)           | Rezaeian 37' | Reporte   | Malcom 57' · Mitrović 90+4' · Al-Hamdan 90+7' | Asistencia: 61 265 espectadores Árbitro(s): Ahmad Al-Ali | Asistencia: 61 265 espectadores Árbitro(s): Ahmad Al-Ali |

| Vuelta; 22 de febrero de 2024 | Al-Hilal Saudí                                       | 3:1 (0:0) (Global 6:2) | Sepahan        | Kingdom Arena, Riad                                       |                                                           |
| 21:15 (UTC+3)                 | S. Al-Dawsari 76' · Rúben Neves 82' · Mitrović 90+7' | Reporte                | Ahmadzadeh 54' | Asistencia: 18 055 espectadores Árbitro(s): Adel Al-Naqbi | Asistencia: 18 055 espectadores Árbitro(s): Adel Al-Naqbi |

Al-Ittihad – Navbahor
| Ida; 15 de febrero de 2024 | Navbahor | 0:0     | Al-Ittihad | Estadio Markasiy, Namangán                               |                                                          |
| 19:00 (UTC+5)              |          | Reporte |            | Asistencia: 26 200 espectadores Árbitro(s): Yusuke Araki | Asistencia: 26 200 espectadores Árbitro(s): Yusuke Araki |

| Vuelta; 22 de febrero de 2024 | Al-Ittihad                             | 2:1 (1:1) (Global 2:1) | Navbahor           | Ciudad Deportiva del Rey Abdalá, Yeda                    |                                                          |
| 19:00 (UTC+3)                 | Hamdallah 45+6' · Tabatadze 87' (a.g.) | Reporte                | Benzema 25' (a.g.) | Asistencia: 34 832 espectadores Árbitro(s): Ko Hyung-jin | Asistencia: 34 832 espectadores Árbitro(s): Ko Hyung-jin |

- Zona Este

Pohang Steelers – Jeonbuk Hyundai Motors
| Ida; 14 de febrero de 2024 | Jeonbuk Hyundai Motors             | 2:0 (1:0) | Pohang Steelers | Estadio Mundialista, Jeonju                             |                                                         |
| 19:00 (UTC+9)              | Rodrigues 17' · Ahn Hyeon-beom 64' | Reporte   |                 | Asistencia: 10 996 espectadores Árbitro(s): Shaun Evans | Asistencia: 10 996 espectadores Árbitro(s): Shaun Evans |

| Vuelta; 20 de febrero de 2024 | Pohang Steelers    | 1:1 (1:0) (Global 1:3) | Jeonbuk Hyundai Motors | Estadio Steel Yard, Pohang                                 |                                                            |
| 19:00 (UTC+9)                 | Park Chan-yong 12' | Reporte                | Jeong Tae-wook 76'     | Asistencia: 5680 espectadores Árbitro(s): Khaled Al-Turais | Asistencia: 5680 espectadores Árbitro(s): Khaled Al-Turais |

Ventforet Kofu – Ulsan Hyundai
| Ida; 15 de febrero de 2024 | Ulsan Hyundai                                    | 3:0 (2:0) | Ventforet Kofu | Estadio de Fútbol Ulsan Munsu, Ulsan                  |                                                       |
| 19:00 (UTC+9)              | Joo Min-kyu 37', 45' (pen.) · Seol Young-woo 61' | Reporte   |                | Asistencia: 7621 espectadores Árbitro(s): Omar Al-Ali | Asistencia: 7621 espectadores Árbitro(s): Omar Al-Ali |

| Vuelta; 21 de febrero de 2024 | Ventforet Kofu | 1:2 (0:1) (Global 1:5) | Ulsan Hyundai                        | Estadio Nacional, Tokio                                       |                                                               |
| 18:00 (UTC+9)                 | Mitsuhira 88'  | Reporte                | Kim Ji-hyeon 11' · Joo Min-kyu 90+4' | Asistencia: 15 932 espectadores Árbitro(s): Moood Bonyadifard | Asistencia: 15 932 espectadores Árbitro(s): Moood Bonyadifard |

Kawasaki Frontale – Shandong Taishan
| Ida; 13 de febrero de 2024 | Shandong Taishan             | 2:3 (0:2) | Kawasaki Frontale                             | Jinan Olympic Sports Center Stadium, Jinan                |                                                           |
| 18:00 (UTC+8)              | Fernandinho 67' · Jadson 85' | Reporte   | Erison 28' (pen.) · Marcinho 33' · Ienaga 79' | Asistencia: 46 273 espectadores Árbitro(s): Muhammad Taqi | Asistencia: 46 273 espectadores Árbitro(s): Muhammad Taqi |

| Vuelta; 20 de febrero de 2024 | Kawasaki Frontale      | 2:4 (1:2) (Global 5:6) | Shandong Taishan                               | Estadio Todoroki Kawasaki, Kawasaki                      |                                                          |
| 17:00 (UTC+9)                 | Miura 30' · Erison 59' | Reporte                | Cryzan 8', 73' · Gao Zhunyi 25' · Jadson 90+7' | Asistencia: 11 732 espectadores Árbitro(s): Ahmad Al-Ali | Asistencia: 11 732 espectadores Árbitro(s): Ahmad Al-Ali |

Yokohama F. Marinos – Bangkok United
| Ida; 14 de febrero de 2024 | Bangkok United           | 2:2 (1:2) | Yokohama F. Marinos      | Estadio Thammasat, Pathum Thani                             |                                                             |
| 19:00 (UTC+7)              | Nitipong 35' · Eid 90+2' | Reporte   | Élber 18' · Watanabe 24' | Asistencia: 8387 espectadores Árbitro(s): Mohammed Al-Hoish | Asistencia: 8387 espectadores Árbitro(s): Mohammed Al-Hoish |

| Vuelta; 21 de febrero de 2024 | Yokohama F. Marinos          | 1:0 (0:0, 0:0) (t. s.)(Global 3:2) | Bangkok United | Estadio Internacional, Yokohama                           |                                                           |
| 20:00 (UTC+9)                 | Anderson Lopes 120+2' (pen.) | Reporte                            |                | Asistencia: 8343 espectadores Árbitro(s): Ilgiz Tanyashev | Asistencia: 8343 espectadores Árbitro(s): Ilgiz Tanyashev |

### Cuartos de final
- Zona Oeste

Al-Nassr – Al-Ain
| Ida; 4 de marzo de 2024 | Al-Ain     | 1:0 (1:0) | Al-Nassr | Estadio Hazza bin Zayed, Al Ain                             |                                                             |
| 20:00 (UTC+4)           | Rahimi 44' | Reporte   |          | Asistencia: 22 326 espectadores Árbitro(s): Hiroyuki Kimura | Asistencia: 22 326 espectadores Árbitro(s): Hiroyuki Kimura |

| Vuelta; 11 de marzo de 2024 | Al-Nassr                                                           | 4:3 (3:2; 1:2) (t. s.)(1:3 p.)(Global 4:4) | Al-Ain                              | Al-Awwal Park, Riad                                      |                                                          |
| 22:00 (UTC+3)               | Ghareeb 45+5' · Eisa 51' (a.g.) · Telles 72' · Ronaldo 118' (pen.) | Reporte                                    | Rahimi 28', 45' · Al-Shamsi 103'    | Asistencia: 23 878 espectadores Árbitro(s): Ahmed Al-Kaf | Asistencia: 23 878 espectadores Árbitro(s): Ahmed Al-Kaf |
|                             |                                                                    | Tiros desde el punto penal                 |                                     |                                                          |                                                          |
|                             | Brozović · Telles · Ronaldo · Otávio                               |                                            | Rahimi · Romero Gamarra · Al-Shamsi |                                                          |                                                          |

Al-Ittihad – Al-Hilal Saudí
| Ida; 5 de marzo de 2024 | Al-Hilal Saudí                          | 2:0 (2:0) | Al-Ittihad | Kingdom Arena, Riad                                     |                                                         |
| 21:00 (UTC+3)           | Mitrović 40' (pen.) · S. Al-Dawsari 42' | Reporte   |            | Asistencia: 18 387 espectadores Árbitro(s): Shaun Evans | Asistencia: 18 387 espectadores Árbitro(s): Shaun Evans |

| Vuelta; 12 de marzo de 2024 | Al-Ittihad | 0:2 (0:0) (Global 0:4) | Al-Hilal Saudí                 | Ciudad Deportiva del Rey Abdalá, Yeda               |                                                     |
| 22:00 (UTC+3)               |            | Reporte                | Al-Shahrani 61' · Malcom 90+5' | Asistencia: 42 375 espectadores Árbitro(s): Ma Ning | Asistencia: 42 375 espectadores Árbitro(s): Ma Ning |

- Zona Este

Ulsan Hyundai – Jeonbuk Hyundai Motors
| Ida; 5 de marzo de 2024 | Jeonbuk Hyundai Motors | 1:1 (1:0) | Ulsan Hyundai     | Estadio Mundialista, Jeonju                             |                                                         |
| 19:00 (UTC+9)           | Song Min-kyu 4'        | Reporte   | Lee Myung-Jae 77' | Asistencia: 9338 espectadores Árbitro(s): Adel Al Naqbi | Asistencia: 9338 espectadores Árbitro(s): Adel Al Naqbi |

| Vuelta; 12 de marzo de 2024 | Ulsan Hyundai        | 1:0 (1:0) (Global 2:1) | Jeonbuk Hyundai Motors | Estadio de Fútbol Ulsan Munsu, Ulsan                        |                                                             |
| 19:00 (UTC+9)               | Seol Young-woo 45+2' | Reporte                |                        | Asistencia: 10 934 espectadores Árbitro(s): Alireza Faghani | Asistencia: 10 934 espectadores Árbitro(s): Alireza Faghani |

Yokohama F. Marinos – Shandong Taishan
| Ida; 6 de marzo de 2024 | Shandong Taishan | 1:2 (0:1) | Yokohama F. Marinos                 | Jinan Olympic Sports Center Stadium, Jinan                  |                                                             |
| 18:00 (UTC+8)           | Pu Chen 90+1'    | Reporte   | Anderson Lopes 7' · Yan Matheus 69' | Asistencia: 47 667 espectadores Árbitro(s): Adham Makhadmeh | Asistencia: 47 667 espectadores Árbitro(s): Adham Makhadmeh |

| Vuelta; 13 de marzo de 2024 | Yokohama F. Marinos | 1:0 (0:0) (Global 3:1) | Shandong Taishan | Estadio Internacional, Yokohama                                       |                                                                       |
| 19:00 (UTC+9)               | Anderson Lopes 75'  | Reporte                |                  | Asistencia: 12 887 espectadores Árbitro(s): Muhammad Nazmi Nasaruddin | Asistencia: 12 887 espectadores Árbitro(s): Muhammad Nazmi Nasaruddin |

### Semifinales
- Zona Oeste

Al-Hilal Saudí – Al-Ain
| Ida; 17 de abril de 2024 | Al-Ain                                                        | 4:2 (3:0) | Al-Hilal Saudí                 | Estadio Hazza bin Zayed, Al Ain                             |                                                             |
| 20:00 (UTC+4)            | Rahimi 6', 26' (pen.), 38' (pen.) · Romero Gamarra 56' (pen.) | Reporte   | Malcom 49' · S. Al-Dawsari 78' | Asistencia: 21 226 espectadores Árbitro(s): Adham Makhadmeh | Asistencia: 21 226 espectadores Árbitro(s): Adham Makhadmeh |

| Vuelta; 23 de abril de 2024 | Al-Hilal Saudí                      | 2:1 (1:1) (Global 4:5) | Al-Ain   | Kingdom Arena, Riad                                        |                                                            |
| 21:00 (UTC+3)               | Neves 4' (pen.) · S. Al-Dawsari 51' | Reporte                | Erik 12' | Asistencia: 18 445 espectadores Árbitro(s): Ahmed Al-Alili | Asistencia: 18 445 espectadores Árbitro(s): Ahmed Al-Alili |

- Zona Este

Yokohama F. Marinos – Ulsan Hyundai
| Ida; 17 de abril de 2024 | Ulsan Hyundai       | 1:0 (1:0) | Yokohama F. Marinos | Estadio de Fútbol Ulsan Munsu, Ulsan                   |                                                        |
| 19:00 (UTC+9)            | Lee Dong-Gyeong 19' | Reporte   |                     | Asistencia: 9558 espectadores Árbitro(s): Ahmed Al-Kaf | Asistencia: 9558 espectadores Árbitro(s): Ahmed Al-Kaf |

| Vuelta; 24 de abril de 2024 | Yokohama F. Marinos                                     | 3:2 (3:2, 3:2) (t. s.)(5:4 p.)(Global 3:3) | Ulsan Hyundai                                                | Estadio Internacional, Yokohama                             |                                                             |
| 19:00 (UTC+9)               | Uenaka 13', 30' · Anderson Lopes 21'                    | Reporte                                    | Sales 35' · Bojanić 42' (pen.)                               | Asistencia: 16 098 espectadores Árbitro(s): Alireza Faghani | Asistencia: 16 098 espectadores Árbitro(s): Alireza Faghani |
|                             |                                                         | Tiros desde el punto penal                 |                                                              |                                                             |                                                             |
|                             | Anderson Lopes · Mizunuma · Matsubara · Amano · Eduardo |                                            | Ádám · Kelvin · Ko Seung-Beom · Lee Chung-Yong · Kim Min-Woo |                                                             |                                                             |

### Final
Al-Ain – Yokohama F. Marinos
| Ida; 11 de mayo de 2024 | Yokohama F. Marinos          | 2:1 (0:1) | Al-Ain          | Estadio Internacional, Yokohama                                                |                                                                                |
| 19:00 (UTC+9)           | Uenaka 72' · K. Watanabe 84' | Reporte   | Al-Baloushi 12' | Asistencia: 53 704 espectadores Árbitro(s): Salman Falahi VAR: Khamis Al-Marri | Asistencia: 53 704 espectadores Árbitro(s): Salman Falahi VAR: Khamis Al-Marri |

| Vuelta; 25 de mayo de 2024 | Al-Ain                                                         | 5:1 (2:1) (Global 6:3) | Yokohama F. Marinos | Estadio Hazza bin Zayed, Al-Ain                                          |                                                                          |
| 20:00 (UTC+4)              | Rahimi 8', 67' · Romero Gamarra 33' (pen.) · Laba 90+1', 90+5' | Reporte                | Yan Matheus 40'     | Asistencia: 24 826 espectadores Árbitro(s): Ilgiz Tantashev VAR: Fu Ming | Asistencia: 24 826 espectadores Árbitro(s): Ilgiz Tantashev VAR: Fu Ming |

#### Ida
| 42         | Guardameta     | William Popp        |     |
| 27         | Defensa        | Ken Matsubara       |     |
| 4          | Defensa        | Shinnosuke Hatanaka |     |
| 5          | Defensa        | Eduardo             | 37' |
| 2          | Defensa        | Katsuya Nagato      |     |
| 14         | Centrocampista | Asahi Uenaka        | 77' |
| 8          | Centrocampista | Takuya Kida         | 61' |
| 29         | Centrocampista | Nam Tae-hee         | 77' |
| 20         | Delantero      | Yan Matheus         |     |
| 7          | Delantero      | Élber               | 61' |
| 11         | Delantero      | Anderson Lopes      |     |
| Entrenador | Entrenador     | Harry Kewell        |     |

| 17         | Guardameta     | Khalid Eisa          |       |
| 70         | Defensa        | Abdoul Karim Traoré  |       |
| 16         | Defensa        | Khalid Al-Hashemi    |       |
| 3          | Defensa        | Kouame Autonne       |       |
| 11         | Defensa        | Bandar Al-Ahbabi     |       |
| 8          | Centrocampista | Mohammed Al-Baloushi | 90+4' |
| 5          | Centrocampista | Park Yong-woo        |       |
| 6          | Centrocampista | Yahia Nader          |       |
| 10         | Delantero      | 'Kaku' Romero        |       |
| 20         | Delantero      | Matías Palacios      |       |
| 21         | Delantero      | Soufiane Rahimi      |       |
| Entrenador | Entrenador     | Hernán Crespo        |       |

| 39 | Defensa        | Taiki Watanabe   | 37' |
| 6  | Centrocampista | Kota Watanabe    | 61' |
| 23 | Delantero      | Ryo Miyaichi     | 61' |
| 28 | Centrocampista | Riku Yamane      | 77' |
| 35 | Centrocampista | Keigo Sakakibara | 77' |

| 27 | Centrocampista | Sultan Al-Shamsi | 90+4' |

| Anotado | 72' | Asahi Uenaka  | 1–1 |
| Anotado | 84' | Kota Watanabe | 2–1 |

| Anotado | 12' | Mohammed Al-Baloushi | 0–1 |

| Amonestado | 75'   | Asahi Uenaka   |
| Amonestado | 90+3' | Katsuya Nagato |

| Amonestado | 90+5' | Park Yong-woo |

| Árbitro             | Salman Falahi       |
| Árbitros asistentes | Ramzan Al-Naemi     |
| Árbitros asistentes | Majid Al-Shammari   |
| Cuarto árbitro      | Mohamad Al-Shammari |
| VAR                 | Khamis Al-Marri     |
| Adicional VAR       | Abdulla Al-Marri    |

| 42         | Guardameta     | William Popp        |     |
| 27         | Defensa        | Ken Matsubara       |     |
| 4          | Defensa        | Shinnosuke Hatanaka |     |
| 5          | Defensa        | Eduardo             | 37' |
| 2          | Defensa        | Katsuya Nagato      |     |
| 14         | Centrocampista | Asahi Uenaka        | 77' |
| 8          | Centrocampista | Takuya Kida         | 61' |
| 29         | Centrocampista | Nam Tae-hee         | 77' |
| 20         | Delantero      | Yan Matheus         |     |
| 7          | Delantero      | Élber               | 61' |
| 11         | Delantero      | Anderson Lopes      |     |
| Entrenador | Entrenador     | Harry Kewell        |     |

| 17         | Guardameta     | Khalid Eisa          |       |
| 70         | Defensa        | Abdoul Karim Traoré  |       |
| 16         | Defensa        | Khalid Al-Hashemi    |       |
| 3          | Defensa        | Kouame Autonne       |       |
| 11         | Defensa        | Bandar Al-Ahbabi     |       |
| 8          | Centrocampista | Mohammed Al-Baloushi | 90+4' |
| 5          | Centrocampista | Park Yong-woo        |       |
| 6          | Centrocampista | Yahia Nader          |       |
| 10         | Delantero      | 'Kaku' Romero        |       |
| 20         | Delantero      | Matías Palacios      |       |
| 21         | Delantero      | Soufiane Rahimi      |       |
| Entrenador | Entrenador     | Hernán Crespo        |       |

| 39 | Defensa        | Taiki Watanabe   | 37' |
| 6  | Centrocampista | Kota Watanabe    | 61' |
| 23 | Delantero      | Ryo Miyaichi     | 61' |
| 28 | Centrocampista | Riku Yamane      | 77' |
| 35 | Centrocampista | Keigo Sakakibara | 77' |

| 27 | Centrocampista | Sultan Al-Shamsi | 90+4' |

| Anotado | 72' | Asahi Uenaka  | 1–1 |
| Anotado | 84' | Kota Watanabe | 2–1 |

| Anotado | 12' | Mohammed Al-Baloushi | 0–1 |

| Amonestado | 75'   | Asahi Uenaka   |
| Amonestado | 90+3' | Katsuya Nagato |

| Amonestado | 90+5' | Park Yong-woo |

| Árbitro             | Salman Falahi       |
| Árbitros asistentes | Ramzan Al-Naemi     |
| Árbitros asistentes | Majid Al-Shammari   |
| Cuarto árbitro      | Mohamad Al-Shammari |
| VAR                 | Khamis Al-Marri     |
| Adicional VAR       | Abdulla Al-Marri    |

#### Vuelta
| 17         | Guardameta     | Khalid Eisa          |     |
| 44         | Defensa        | Saeed Juma           | 58' |
| 16         | Defensa        | Khalid Al-Hashemi    |     |
| 3          | Defensa        | Kouame Autonne       |     |
| 11         | Defensa        | Bandar Al-Ahbabi     |     |
| 8          | Centrocampista | Mohammed Al-Baloushi | 84' |
| 5          | Centrocampista | Park Yong-woo        |     |
| 6          | Centrocampista | Yahia Nader          | 89' |
| 10         | Delantero      | 'Kaku' Romero        |     |
| 20         | Delantero      | Matías Palacios      |     |
| 21         | Delantero      | Soufiane Rahimi      |     |
| Entrenador | Entrenador     | Hernán Crespo        |     |

| 42         | Guardameta     | William Popp        |        |
| 27         | Defensa        | Ken Matsubara       |        |
| 4          | Defensa        | Shinnosuke Hatanaka | 62'    |
| 15         | Defensa        | Takumi Kamijima     |        |
| 2          | Defensa        | Katsuya Nagato      |        |
| 6          | Centrocampista | Kota Watanabe       |        |
| 14         | Centrocampista | Asahi Uenaka        | 46'    |
| 8          | Centrocampista | Takuya Kida         | 63'    |
| 20         | Delantero      | Yan Matheus         | 78'    |
| 7          | Delantero      | Élber               | 45+13' |
| 11         | Delantero      | Anderson Lopes      |        |
| Entrenador | Entrenador     | Harry Kewell        |        |

| 9  | Centrocampista | Kodjo Laba   | 58' |
| 13 | Centrocampista | Ahmed Barman | 84' |
| 22 | Centrocampista | Falah Waleed | 89' |

| 31 | Guardameta     | Fuma Shirasaka   | 45+13' |
| 35 | Centrocampista | Keigo Sakakibara | 46'    |
| 5  | Defensa        | Eduardo          | 62'    |
| 28 | Centrocampista | Riku Yamane      | 63'    |
| 23 | Delantero      | Ryo Miyaichi     | 78'    |

| Anotado         | 8'    | Soufiane Rahimi | 1–0 |
| Anotado · Penal | 33'   | 'Kaku' Romero   | 2–0 |
| Anotado         | 67'   | Soufiane Rahimi | 3–1 |
| Anotado         | 90+1' | Kodjo Laba      | 4–1 |
| Anotado         | 90+5' | Kodjo Laba      | 5–1 |

| Anotado | 40' | Yan Matheus | 2–1 |

| Amonestado | 68'   | Soufiane Rahimi |
| Amonestado | 90+9' | 'Kaku' Romero   |

| Amonestado | 90+3' | Harry Kewell |

| Expulsado | 45+10' | William Popp |

| Árbitro             | Ilgiz Tantashev  |
| Árbitros asistentes | Andrey Tsapenko  |
| Árbitros asistentes | Timur Gaynullin  |
| Cuarto árbitro      | Rustam Lutfullin |
| VAR                 | Fu Ming          |
| Adicional VAR       | Sivakorn Pu-udom |

| 17         | Guardameta     | Khalid Eisa          |     |
| 44         | Defensa        | Saeed Juma           | 58' |
| 16         | Defensa        | Khalid Al-Hashemi    |     |
| 3          | Defensa        | Kouame Autonne       |     |
| 11         | Defensa        | Bandar Al-Ahbabi     |     |
| 8          | Centrocampista | Mohammed Al-Baloushi | 84' |
| 5          | Centrocampista | Park Yong-woo        |     |
| 6          | Centrocampista | Yahia Nader          | 89' |
| 10         | Delantero      | 'Kaku' Romero        |     |
| 20         | Delantero      | Matías Palacios      |     |
| 21         | Delantero      | Soufiane Rahimi      |     |
| Entrenador | Entrenador     | Hernán Crespo        |     |

| 42         | Guardameta     | William Popp        |        |
| 27         | Defensa        | Ken Matsubara       |        |
| 4          | Defensa        | Shinnosuke Hatanaka | 62'    |
| 15         | Defensa        | Takumi Kamijima     |        |
| 2          | Defensa        | Katsuya Nagato      |        |
| 6          | Centrocampista | Kota Watanabe       |        |
| 14         | Centrocampista | Asahi Uenaka        | 46'    |
| 8          | Centrocampista | Takuya Kida         | 63'    |
| 20         | Delantero      | Yan Matheus         | 78'    |
| 7          | Delantero      | Élber               | 45+13' |
| 11         | Delantero      | Anderson Lopes      |        |
| Entrenador | Entrenador     | Harry Kewell        |        |

| 9  | Centrocampista | Kodjo Laba   | 58' |
| 13 | Centrocampista | Ahmed Barman | 84' |
| 22 | Centrocampista | Falah Waleed | 89' |

| 31 | Guardameta     | Fuma Shirasaka   | 45+13' |
| 35 | Centrocampista | Keigo Sakakibara | 46'    |
| 5  | Defensa        | Eduardo          | 62'    |
| 28 | Centrocampista | Riku Yamane      | 63'    |
| 23 | Delantero      | Ryo Miyaichi     | 78'    |

| Anotado         | 8'    | Soufiane Rahimi | 1–0 |
| Anotado · Penal | 33'   | 'Kaku' Romero   | 2–0 |
| Anotado         | 67'   | Soufiane Rahimi | 3–1 |
| Anotado         | 90+1' | Kodjo Laba      | 4–1 |
| Anotado         | 90+5' | Kodjo Laba      | 5–1 |

| Anotado | 40' | Yan Matheus | 2–1 |

| Amonestado | 68'   | Soufiane Rahimi |
| Amonestado | 90+9' | 'Kaku' Romero   |

| Amonestado | 90+3' | Harry Kewell |

| Expulsado | 45+10' | William Popp |

| Árbitro             | Ilgiz Tantashev  |
| Árbitros asistentes | Andrey Tsapenko  |
| Árbitros asistentes | Timur Gaynullin  |
| Cuarto árbitro      | Rustam Lutfullin |
| VAR                 | Fu Ming          |
| Adicional VAR       | Sivakorn Pu-udom |

|                                   |
| Bandera de Emiratos Árabes Unidos |
| Campeón Al-Ain 2.º título         |

## Estadísticas

### Goleadores
| Jugador             | Club                | Goles | PJ |
| ------------------- | ------------------- | ----- | -- |
| Soufiane Rahimi     | Al Ain              | 13    | 11 |
| Cryzan              | Shandong Taishan    | 8     | 8  |
| Aleksandar Mitrović | Al-Hilal            | 8     | 9  |
| Anderson Talisca    | Al-Nassr            | 6     | 5  |
| Kodjo Fo-Doh Laba   | Al Ain              | 6     | 6  |
| Cristiano Ronaldo   | Al-Nassr            | 6     | 8  |
| Anderson Lopes      | Yokohama F. Marinos | 6     | 15 |